# Récefélék

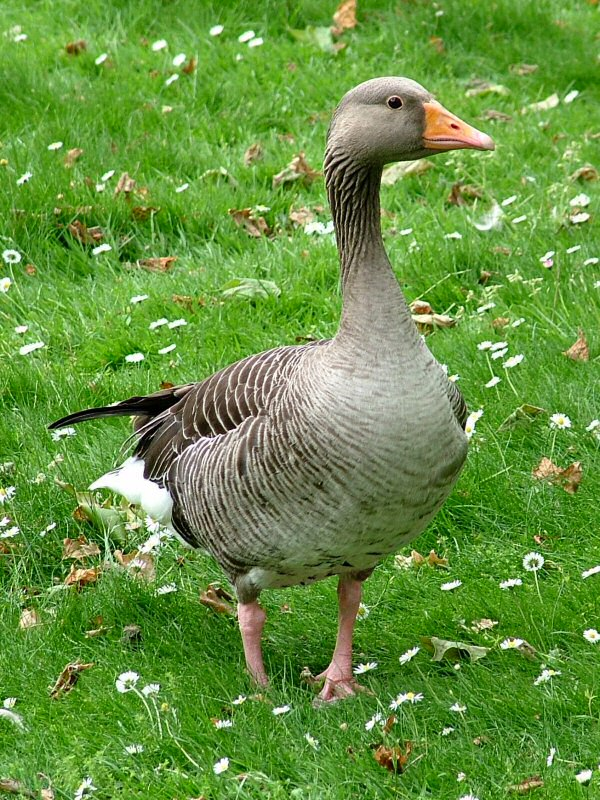
Nyári lúd (Anser anser)

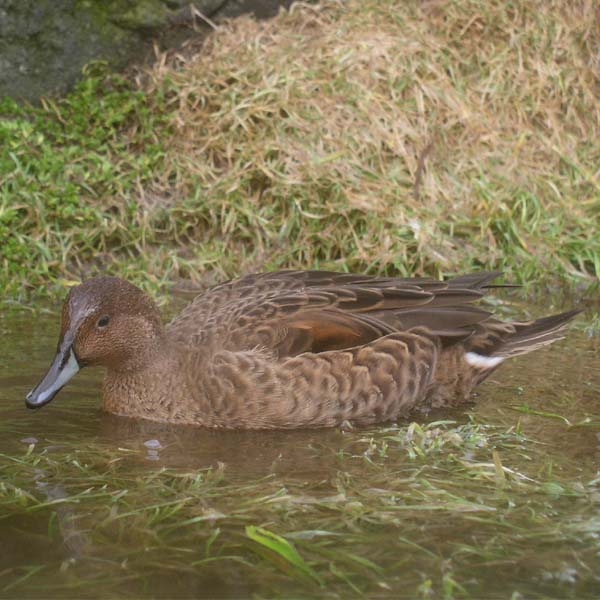
A Kerguelen-szigeteki nyílfarkúréce egyike a család legdélebbre előforduló fajainak

A récefélék (Anatidae) a madarak osztályának lúdalakúak (Anseriformes) rendjébe tartozó család. 55 nem és 161 faj tartozik a családba. Közismert elnevezésük szerint az ide tartozó madarak három nagy csoportja a ludak, a récék és a hattyúk. A vízimadarak között ez a legismertebb és gazdasági szempontból a legfontosabb család.
Egyes fajok ma is fontosak a vadászat számára, sokuk szerepel az emberi kultúrában, mítoszokban, mesékben.
Öt fajukat sikerült az emberi történelem során háziasítani: a tőkés récét, a nyári ludat, a hattyúludat, a pézsmarécét és a nílusi ludat.
Rendszertani szempontból a réceféléket gyakran további alcsaládokba sorolják, ezek a réceformák (Anatinae), a lúdformák (Anserinae), a fütyülőlúdformák (Dendrocygninae), a gyöngyösréceformák (Stictonettinae), a tarkalúdformák (Tadorninae) és a halcsontfarkú réceformák (Oxyurinae).
A récefélék családja az egyik leginkább összetett család a madarak között. A 6 alcsaládhoz sok nemzetség, sok nem (közülük sok monotipikus) és 161 faj tartozik. A nagyobb fajszámú nemeken belül sokszor több alnemet lehet elkülöníteni.
Szerte a Földön elterjedt család, képviselői az Antarktisz kivételével valamennyi kontinensen előfordulnak. Szinte valamennyi fajuk erősen vízhez kötött. A legtöbb faj édesvizek közelében él, még az úgynevezett tengeri récék is csak télen, a szaporodási időszakon kívül élnek a tengeren, de ezek közül is a legtöbb faj a partok közelében él.
Természetvédelmi szempontból a récefélék családja szintén nagyon változatos. A Természetvédelmi Világszövetség Vörös listáján 33 fajuk van nyilvántartva, mint valamiképpen veszélyeztetett. A récefélék többségét azonban nem fenyegeti semmilyen veszély, vannak köztük kifejezetten gyakori fajok is. Az emberi terjeszkedés és vadászat miatt 1500 óta 10 fajuk kihalt.

## Elterjedésük
Az Antarktisz kivételével a család képviselői valamennyi kontinensen elterjedtek, északon egyes fajok messze az északi sarkkörön túl élnek; bár magán az antarktiszi kontinensen nem élnek, de a szubantarktikus szigeteken már találunk réceféléket. Majd minden éghajlati övben élnek képviselőik. Szinte valamennyi fajuk erősen vízhez kötött madár. A legtöbb faj édesvizek közelében él, még az úgynevezett tengeri récék is csak télen, a szaporodási időszakon kívül élnek a tengeren, de ezek közül is a legtöbb faj a partok közelében él.
Ahogy az éghajlati övek szinte mindegyikében, úgy a magassági övek közül is majd mindegyikben élnek récefélék. A legtöbb faj síkvidéken, síksági folyók és tavak partján él, de a vörös ásólúd (Tadorna ferruginea) és az indiai lúd (Anser indicus) a hegyvidékeken akár 5000 méteres magasságban is megtalálható.
A trópusi és szubtrópusi fajok többsége állandóan egy helyben él vagy az esőknek megfelelően lokálisan vándorol. A mérsékelt égövi fajok egy részénél és az északi sark körül élő fajoknál viszont évszakos vándorlás figyelhető meg. Legismertebbek a magas északon élő lúdfajok, melyek sarkvidéki fészkelő helyükről minden évben sok ezer kilométert repülnek, hogy telelőhelyükre jussanak.

## Származásuk
A récefélék családja az oligocén kor óta ismert, de ebből az időszakból viszonylag kevés fosszilizálódott leletük van. A család erős radiációja a miocén korra tehető. Az összes nagyobb nemzetség a miocén kor óta kimutatható.
Sok taxonuk (egyazon kategóriába sorolt és közös gyűjtőnévvel ellátott fajcsoportjuk) a fejlődés során kihalt. Több korábban ide sorolt fosszilis alakot elkülönítettek és azokat jelenleg különálló családként tartják nyilván a lúdalakúak között. Ilyen családok a Presbyornithidae, Cnemiornithidae, Romainvillidae, Cygnopteridae és Paranyrocidae.
A következő fosszilis és szubfosszilis taxonok maradtak a récefélék családján belül:
- Dendrocheninae – Két nemük, a Mionetta és a Dendrochen a miocénból ismert Európa és Észak-Amerika területéről. A Mionetta blanchardi faj a mai Franciaország területén élt, míg a Dendrochen robusta a mai Dél-Dakota akkoriban szubtrópusi szavannáin és folyópartjain élt.
- Thambetochenini – A ma élő úszórécék legközelebbi rokonaiként besorolt fajok egykor a Hawaii-szigeteken éltek. Négy nagy termetű, röpképtelen fajukat jóval az európaiak megérkezése előtt kiirtották a Hawaii-szigetekre települő polinézek.
- Finschs-réce (Chenonetta finschi) – Nagy testű, röpképtelen új-zélandi réce, melyet nagy valószínűséggel kiirtottak a maorik, de elképzelhető, hogy még élt Új-Zéland európaiak általi felfedezése idején.

## Rendszerezés

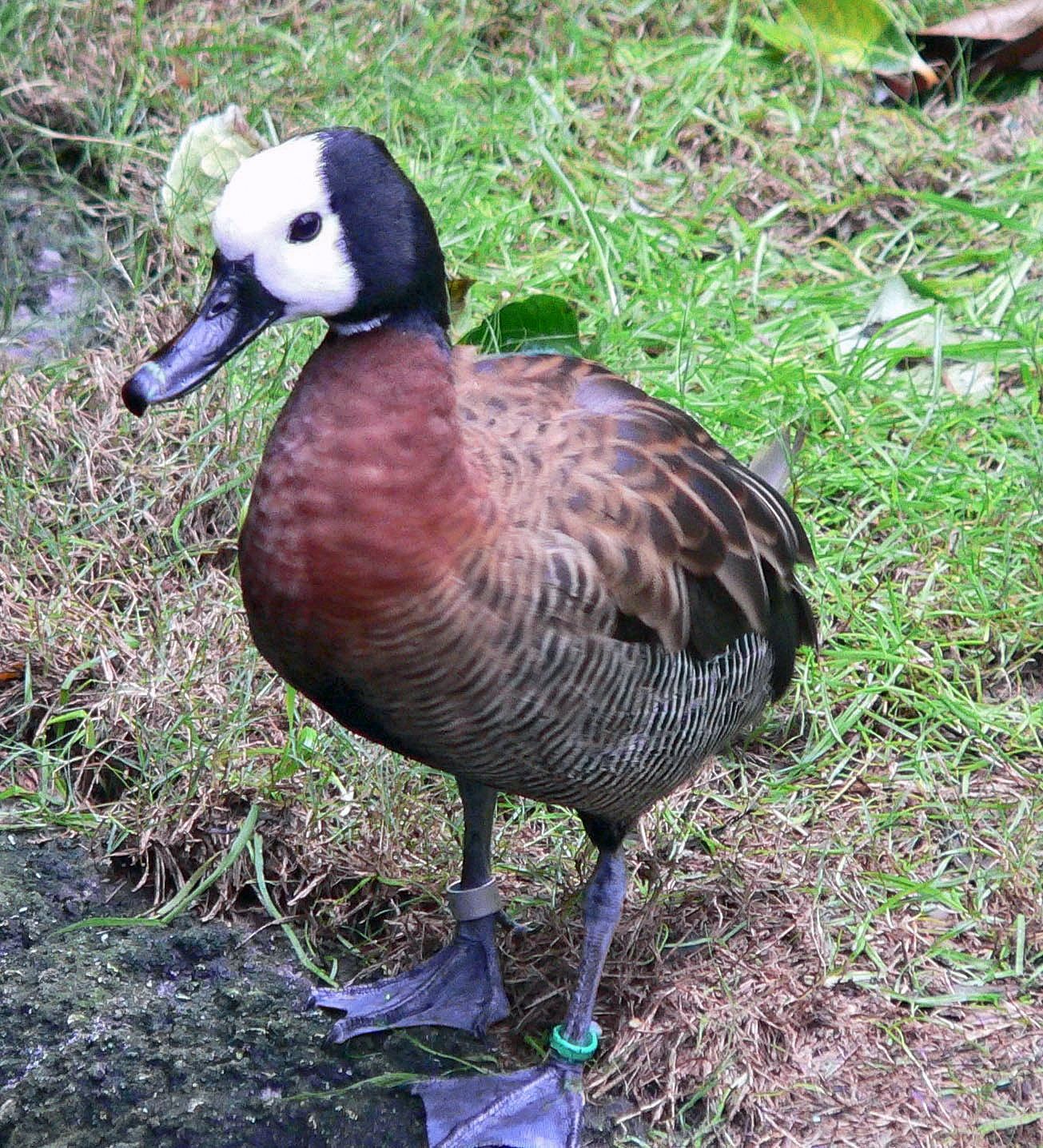
Apáca-fütyülőlúd (Dendrocygna viduata)

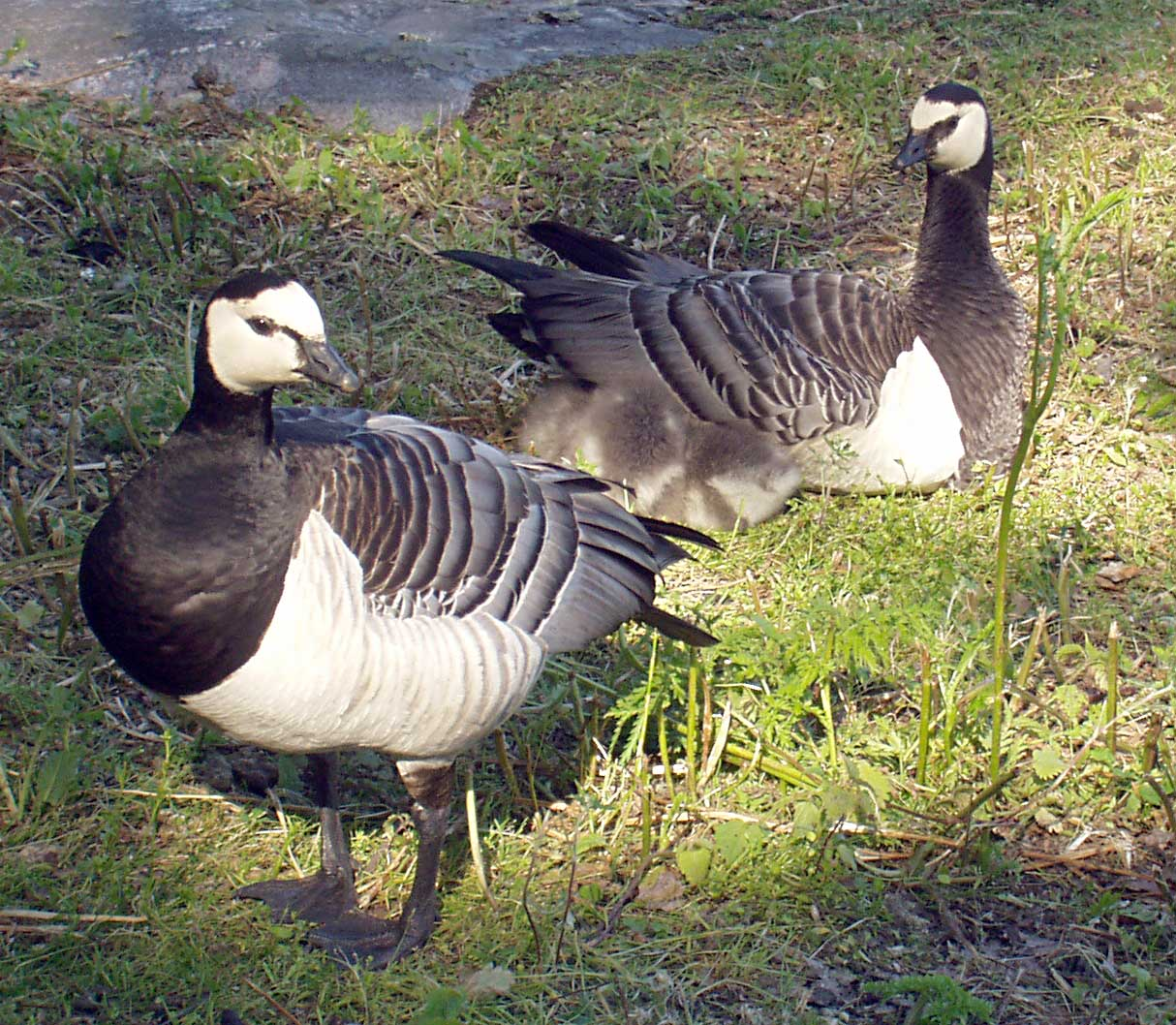
Apácalúd (Branta leucopsis)

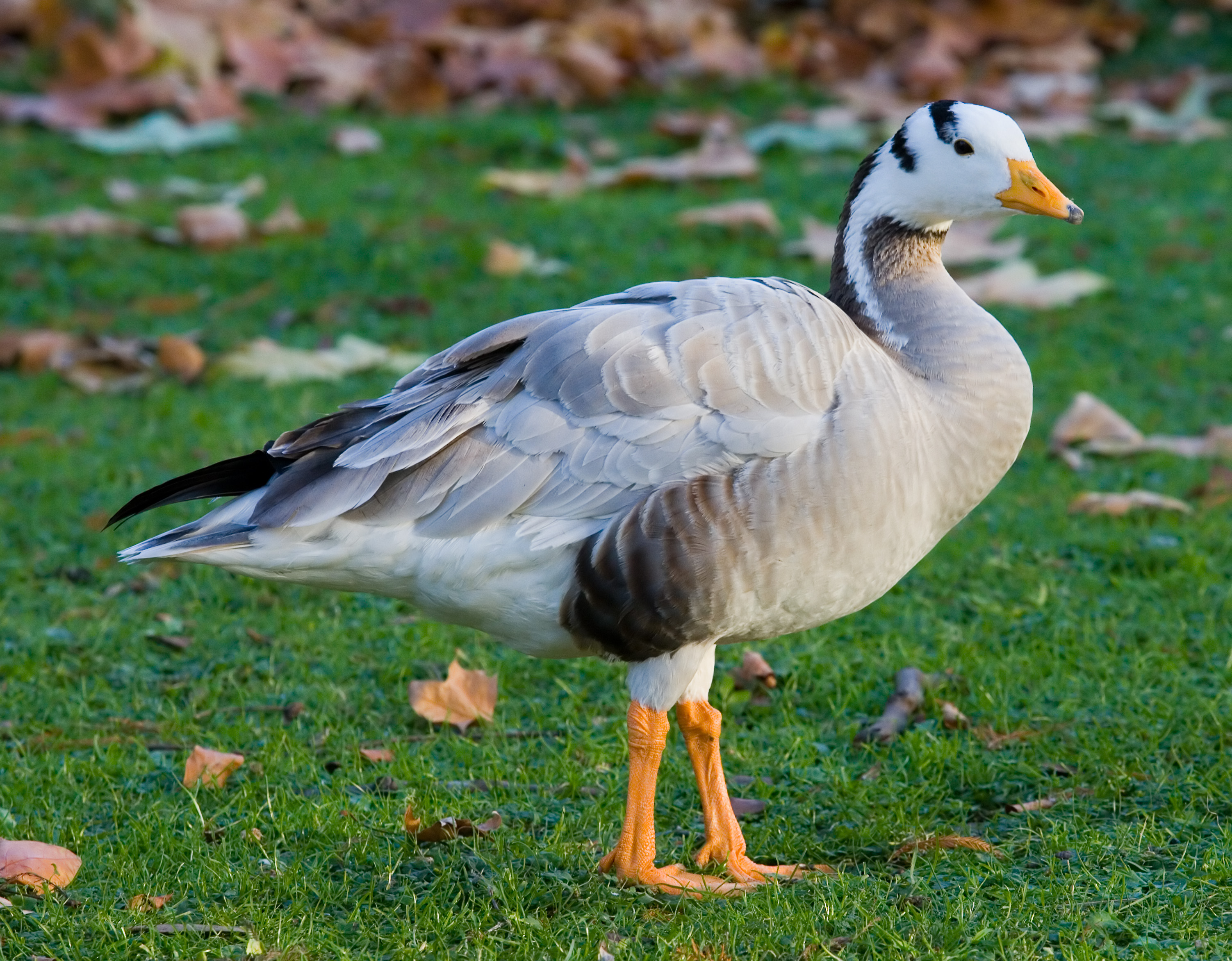
Indiai lúd (Anser indicus)

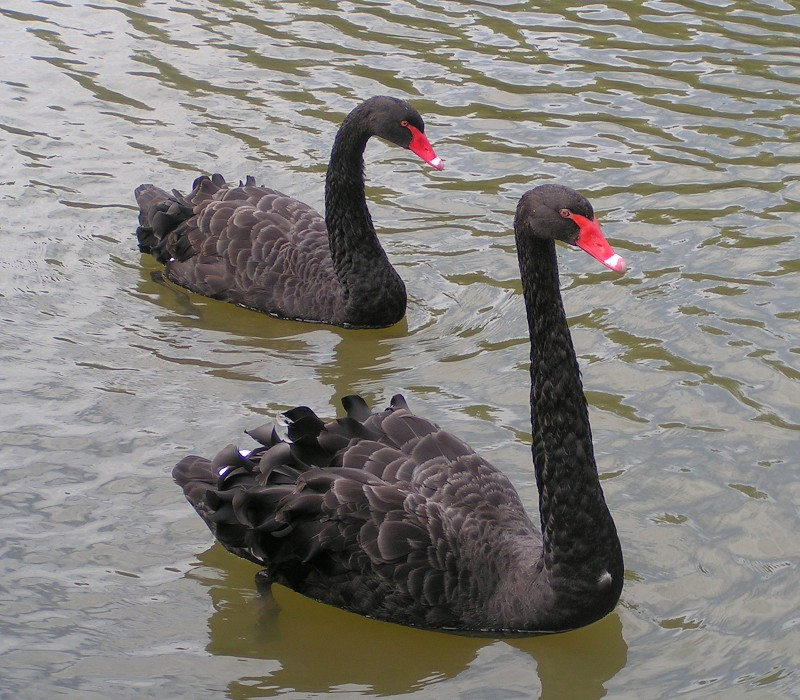
Fekete hattyú (Cygnus atratus)

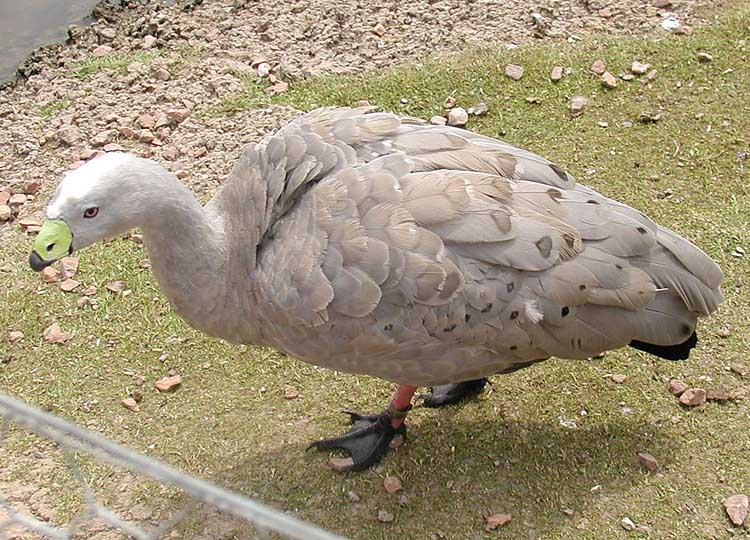
Tyúklúd (Cereopsis novaehollandiae)

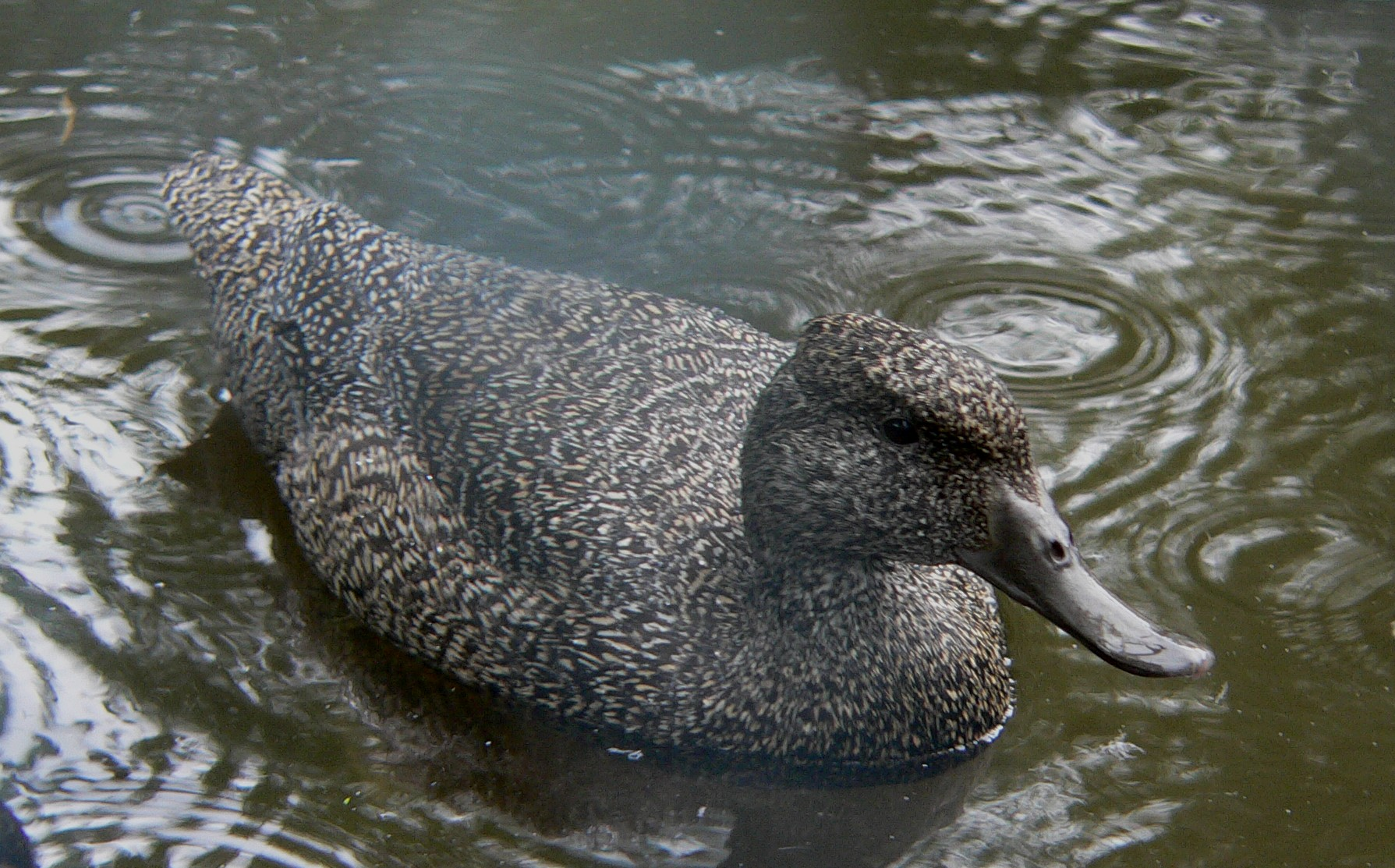
Gyöngyös réce (Stictonetta naevosa)

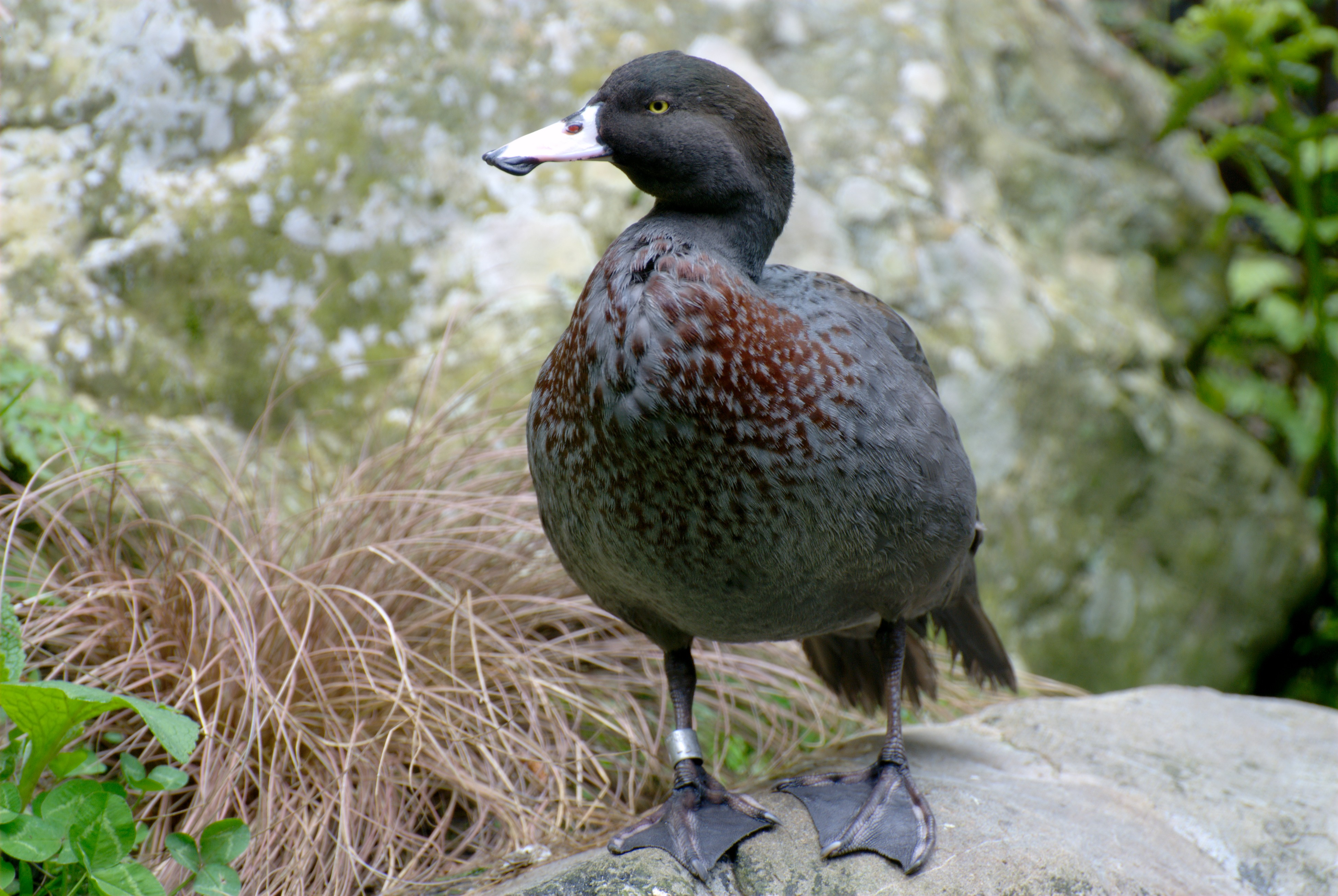
Karimáscsőrű réce (Hymenolaimus malacorhynchos)

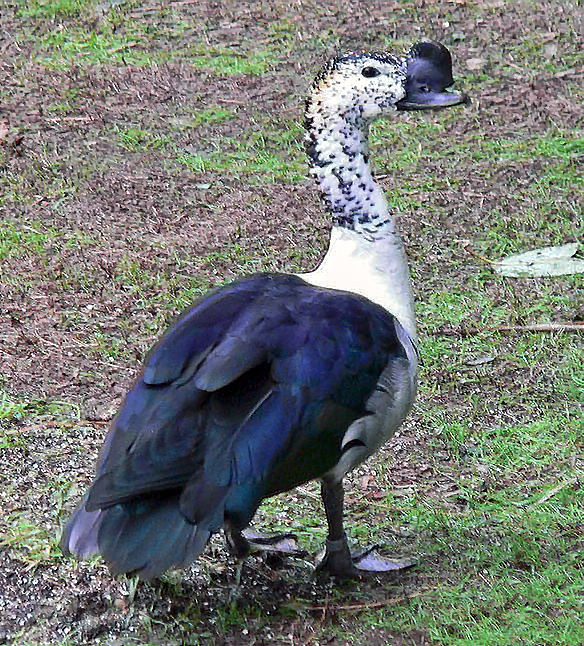
Bütykös fényréce hím (Sarkidiornis melanotos)

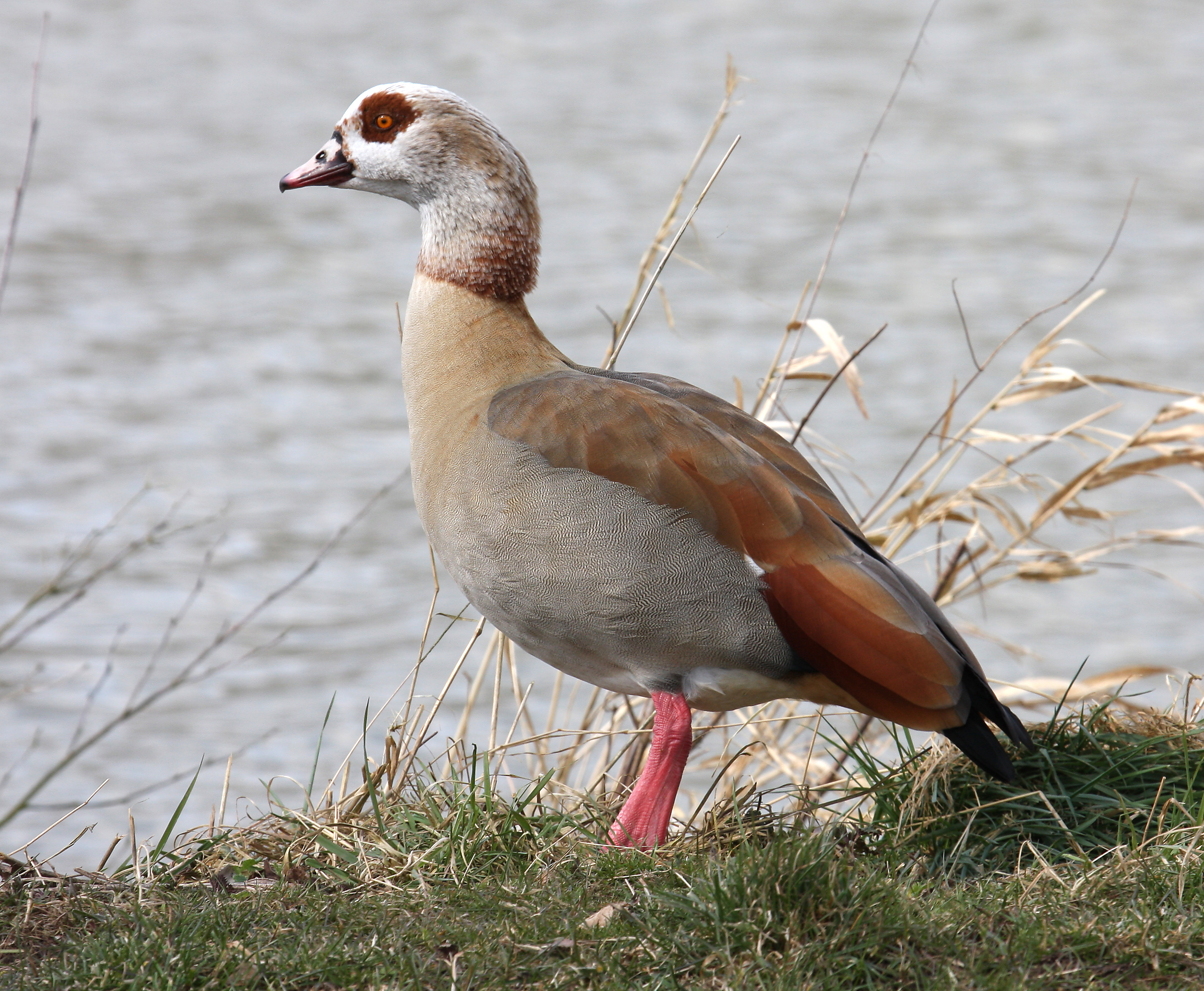
Nílusi lúd (Alopochen aegyptiacus)

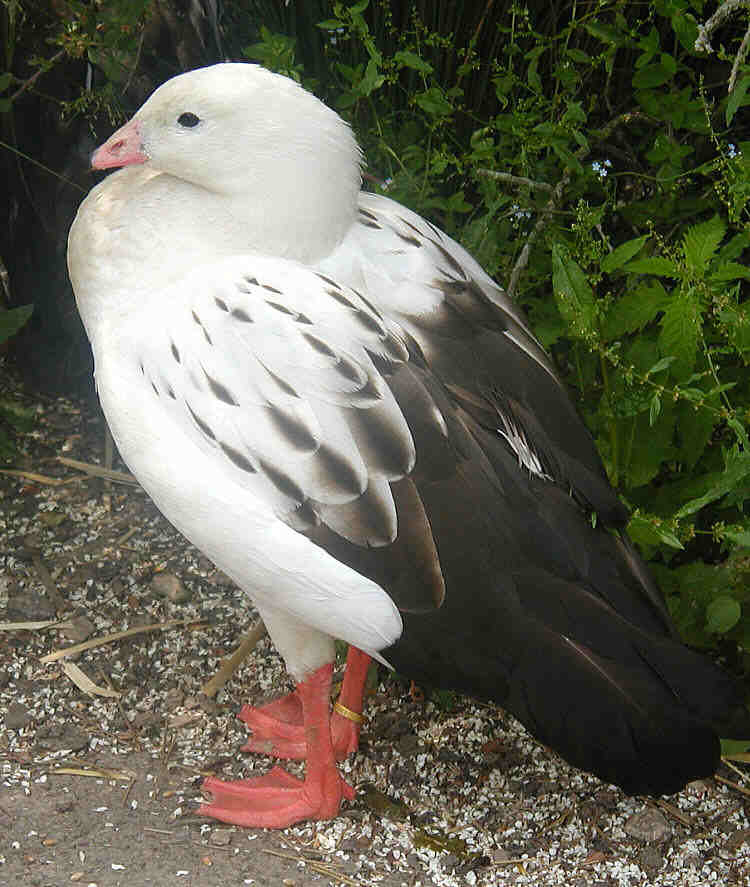
Andoki lúd (Chloephaga melanoptera)

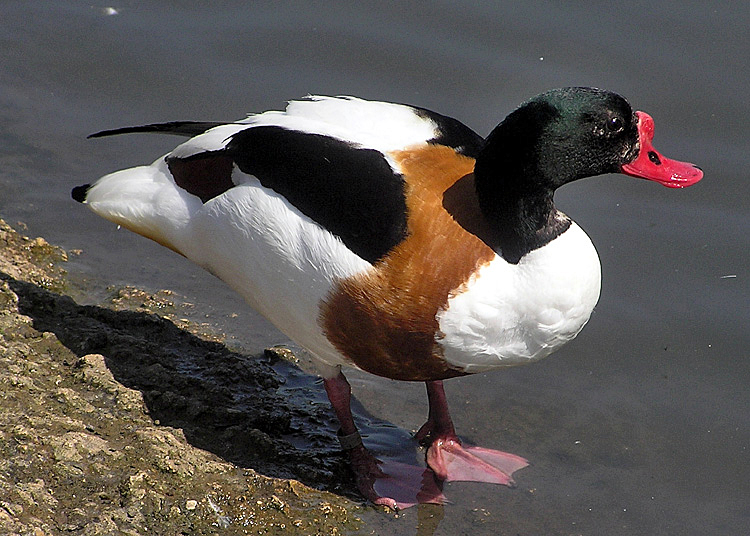
Bütykös ásólúd (Tadorna tadorna)

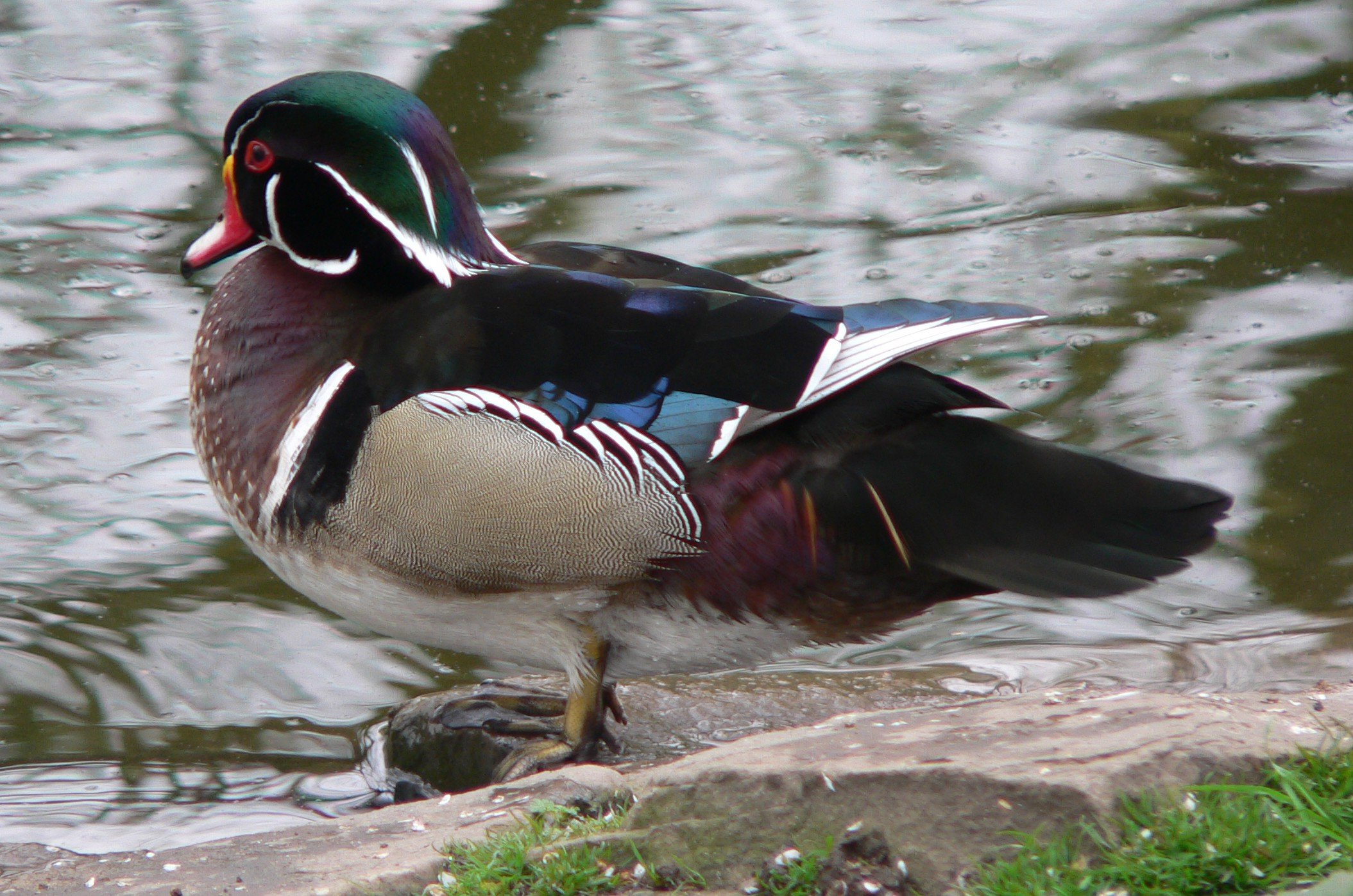
Karolinai réce hím (Aix sponsa)

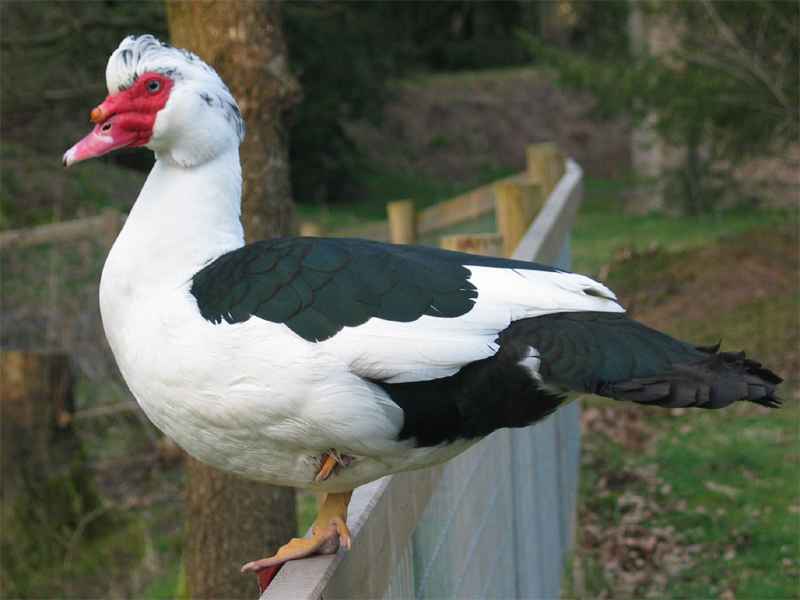
Pézsmaréce (Cairina moschata)

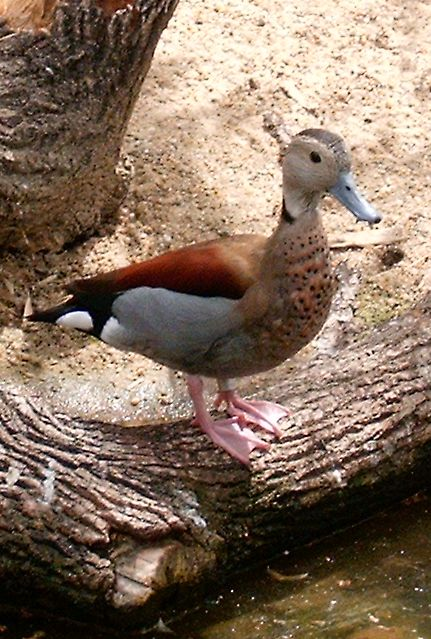
Vörösvállú réce hím (Callonetta leucophrys)

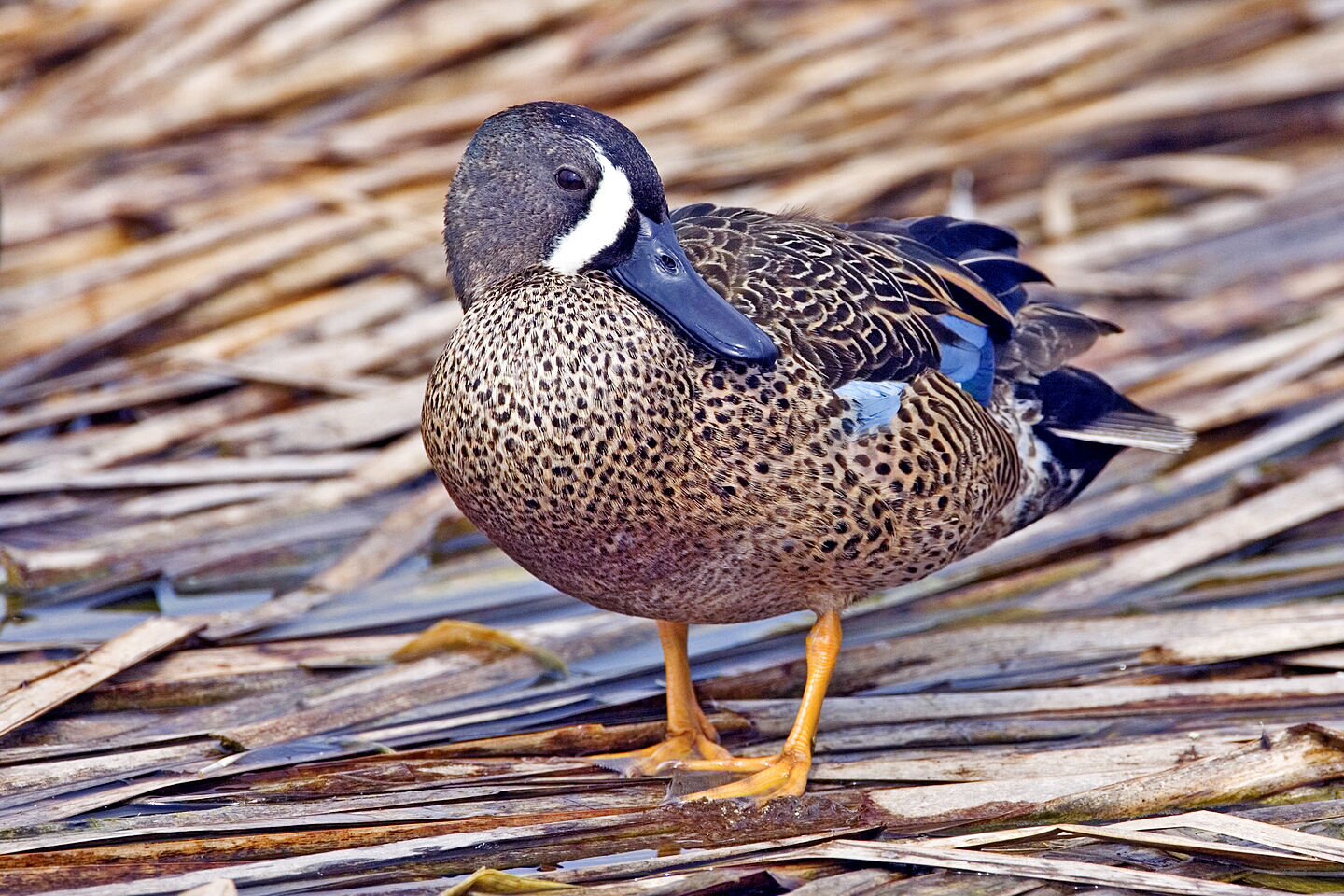
Kékszárnyú réce hím (Anas discors)

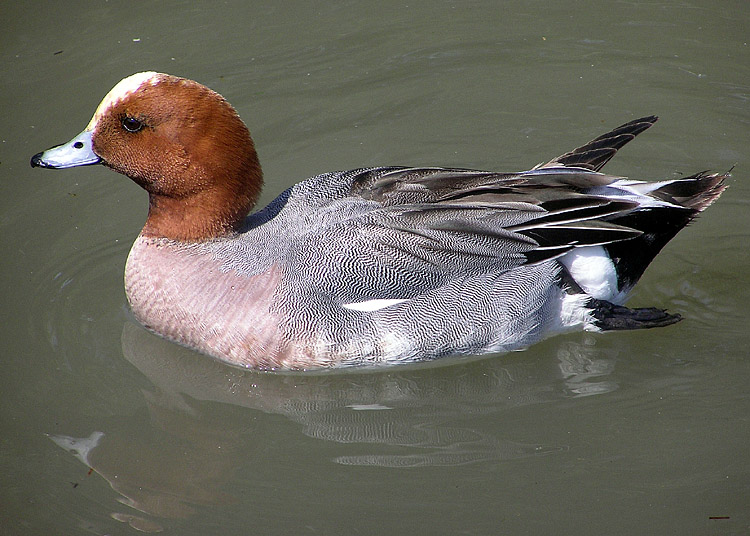
Fütyülő réce hím (Anas penelope)

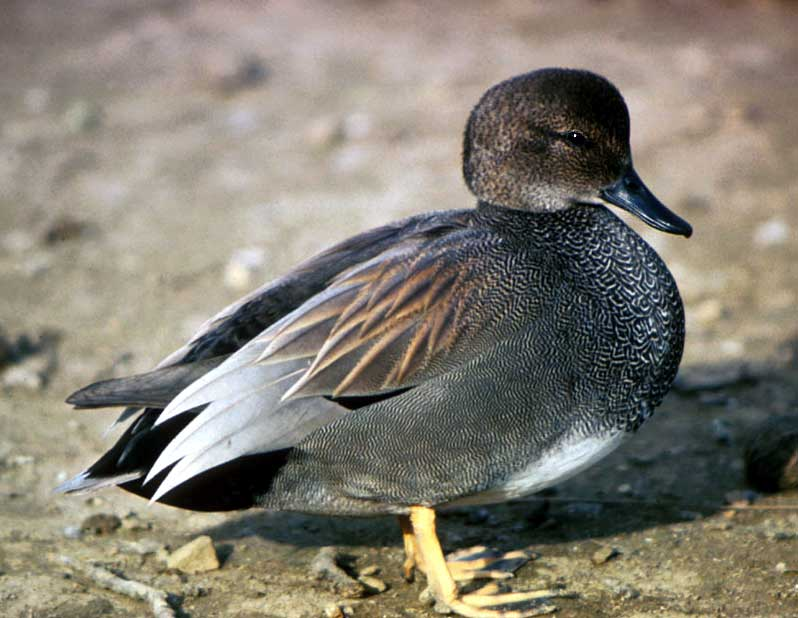
Kendermagos réce (Mareca strepera)

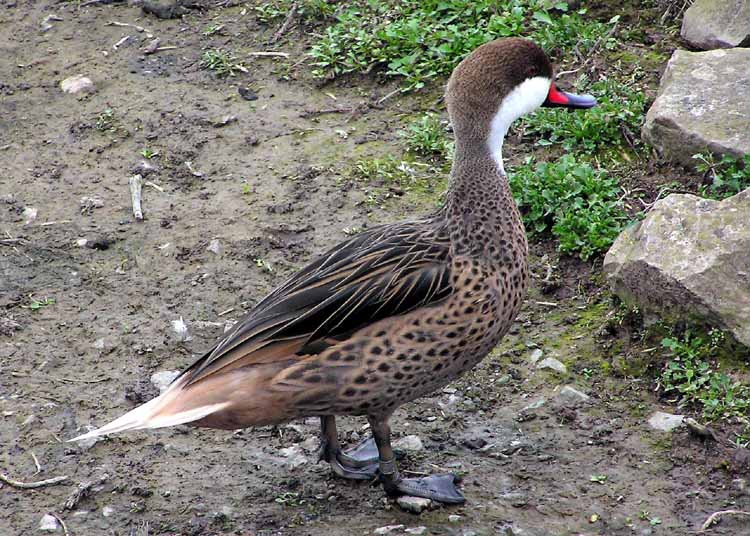
Bahama-réce (Anas bahamensis)

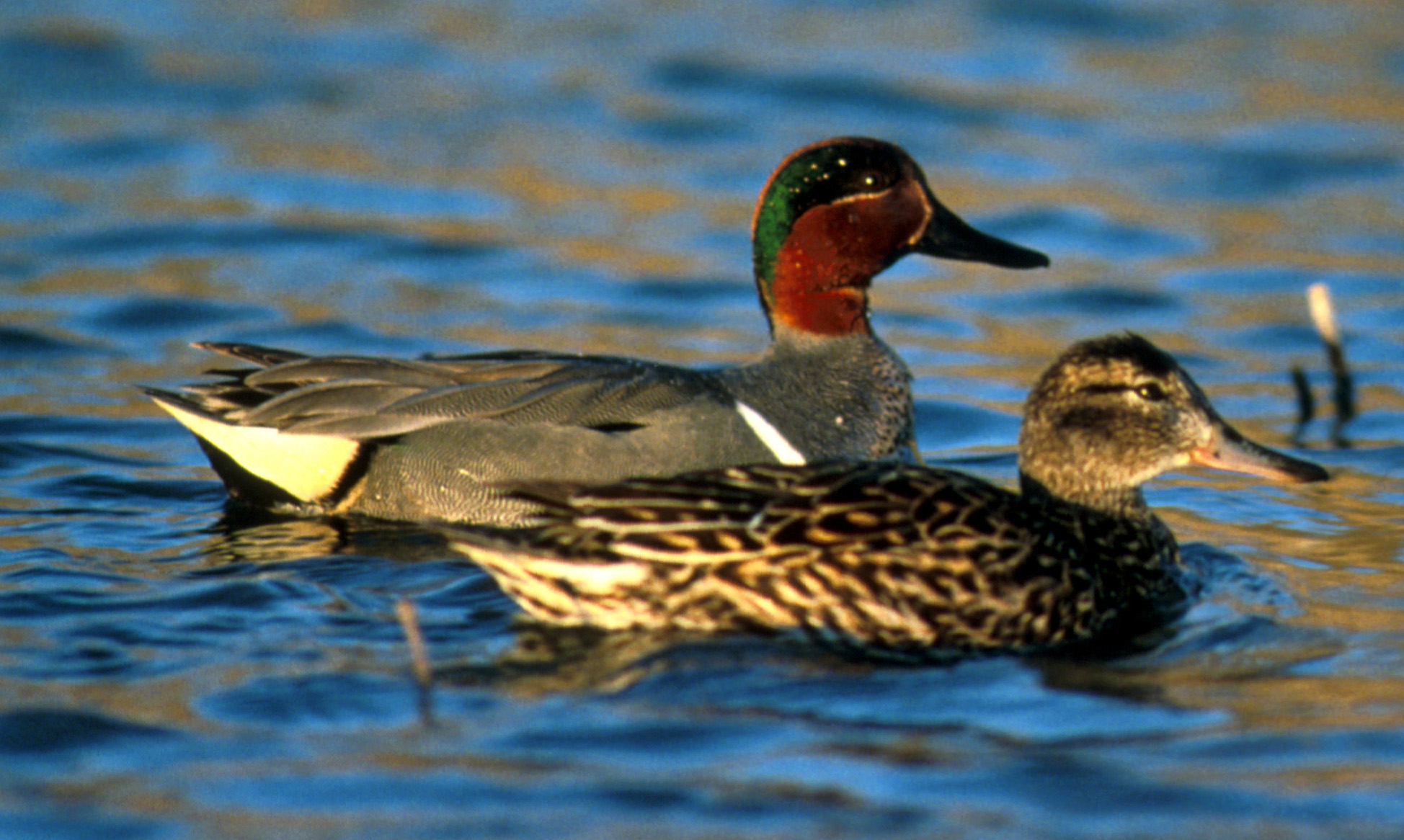
Csörgő réce pár (Anas crecca)

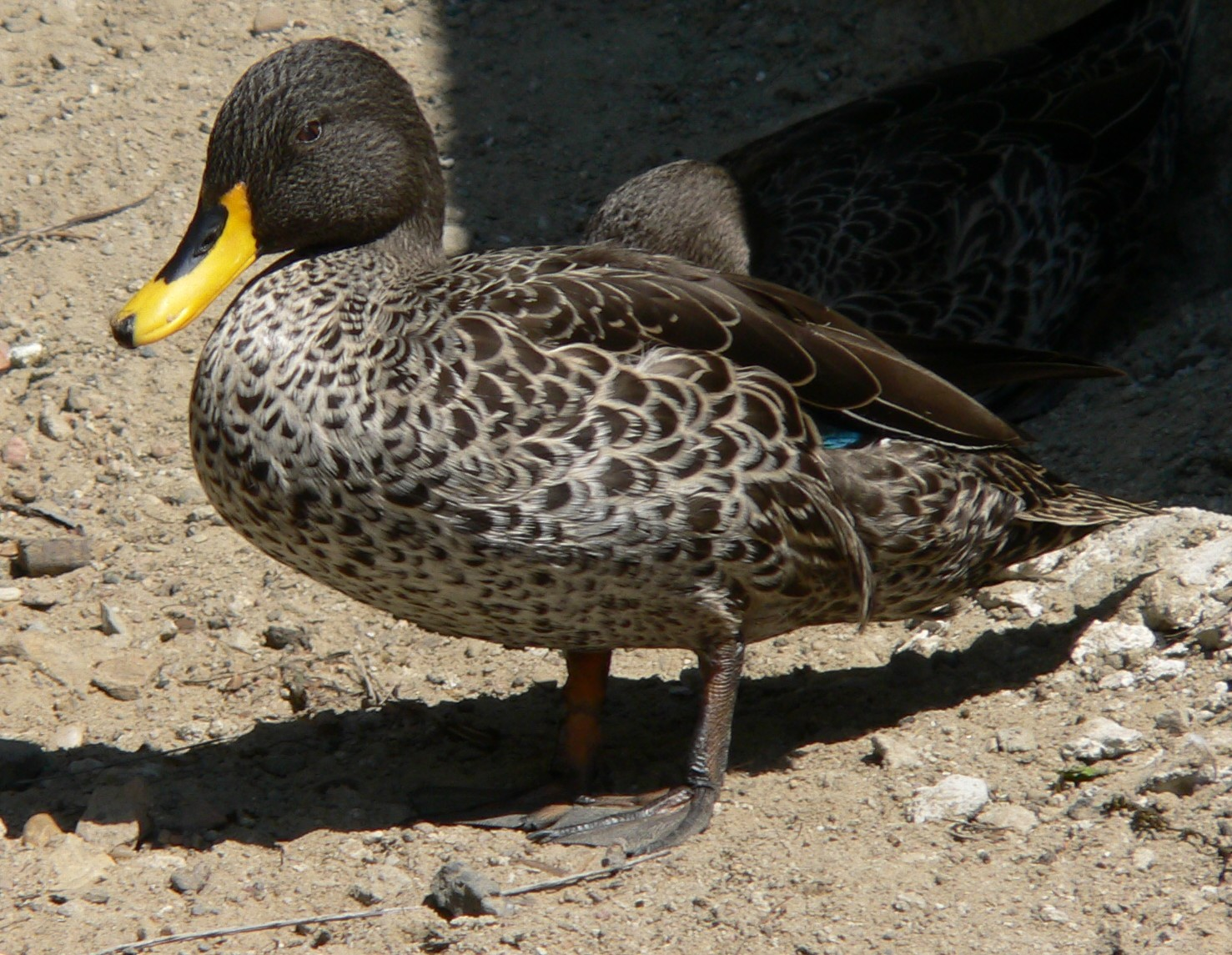
Sárgacsőrű réce (Anas undulata)

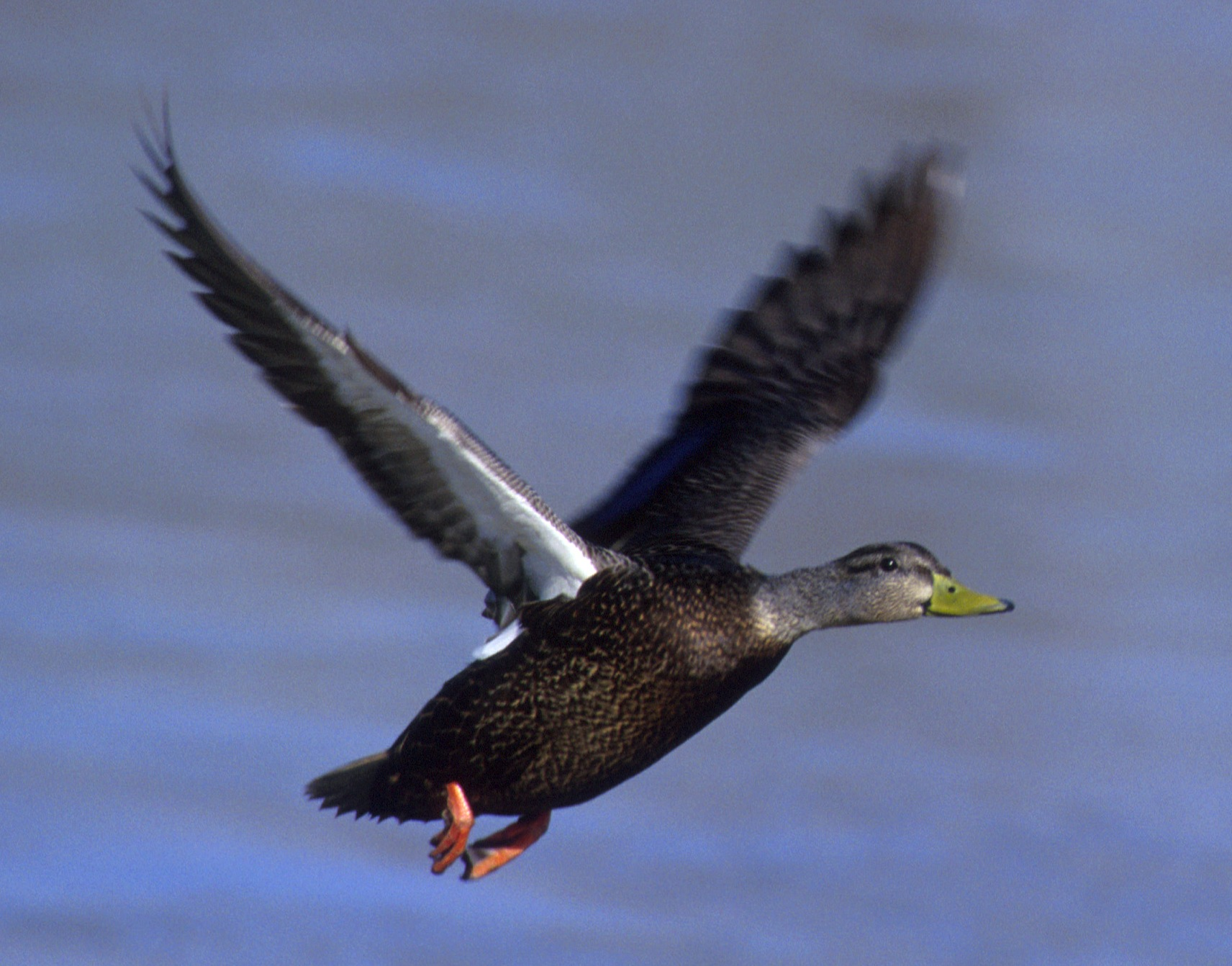
Kormos réce (Anas rubripes)

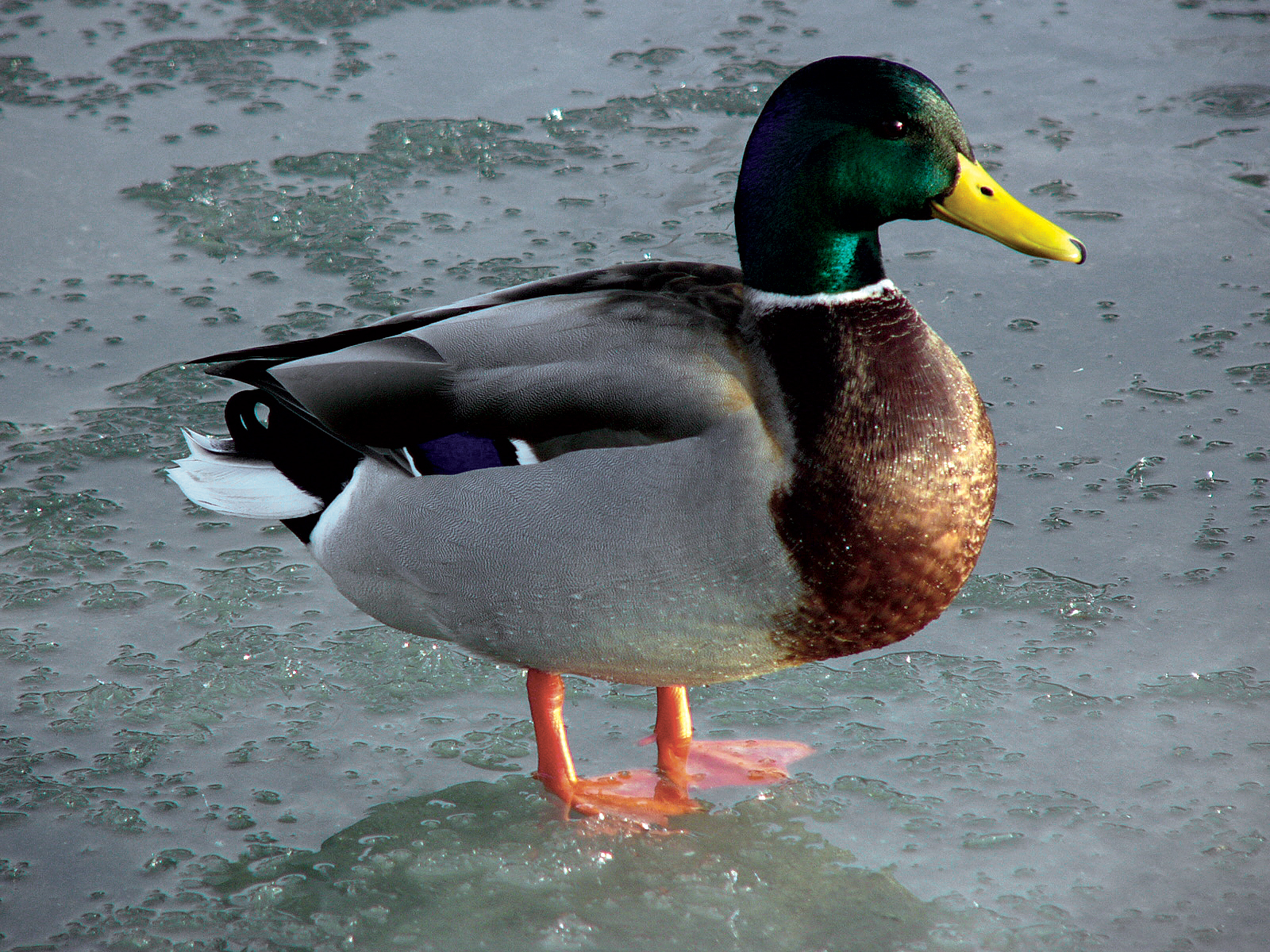
Tőkés réce hím (Anas platyrhynchos)

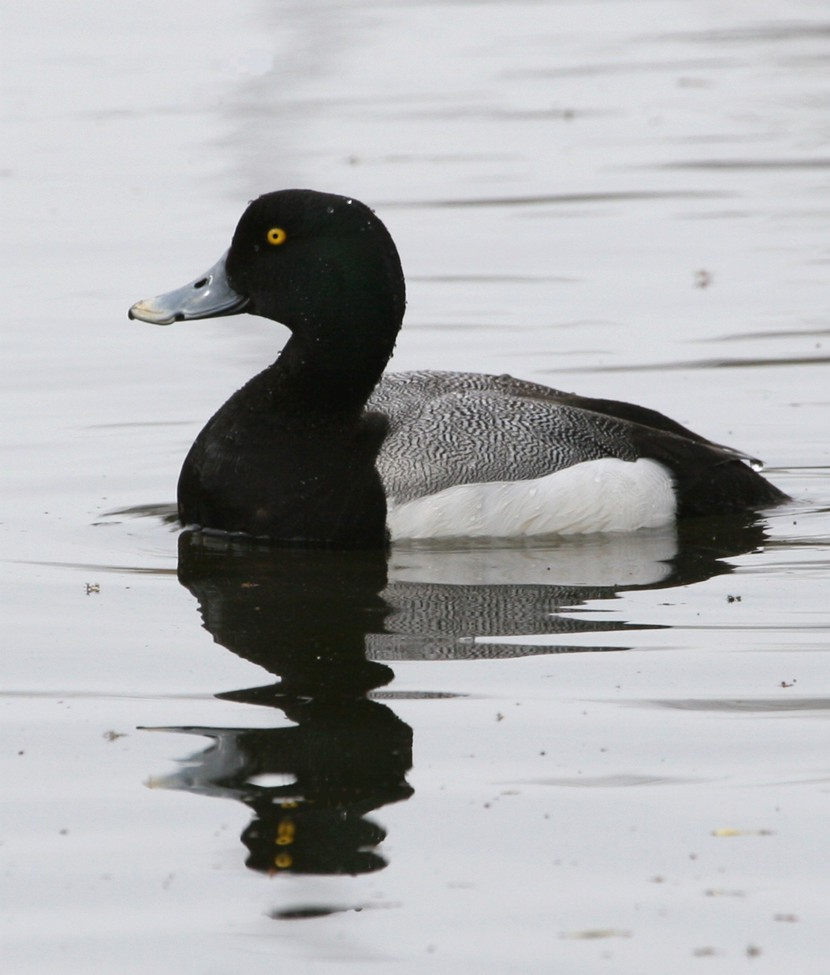
Hegyi réce hím (Aythya marila)

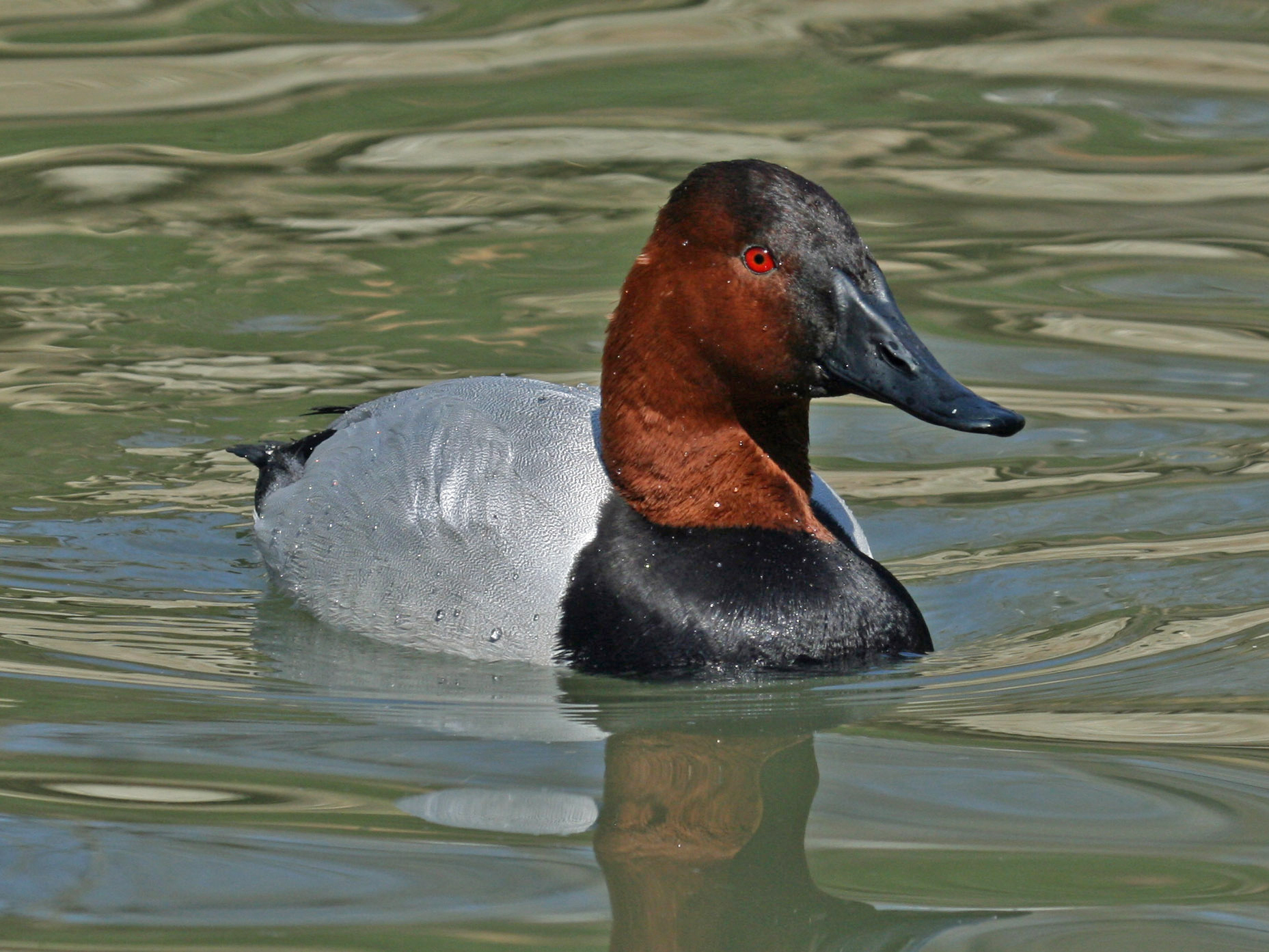
Rókafejű réce hím (Aythya valisineria)

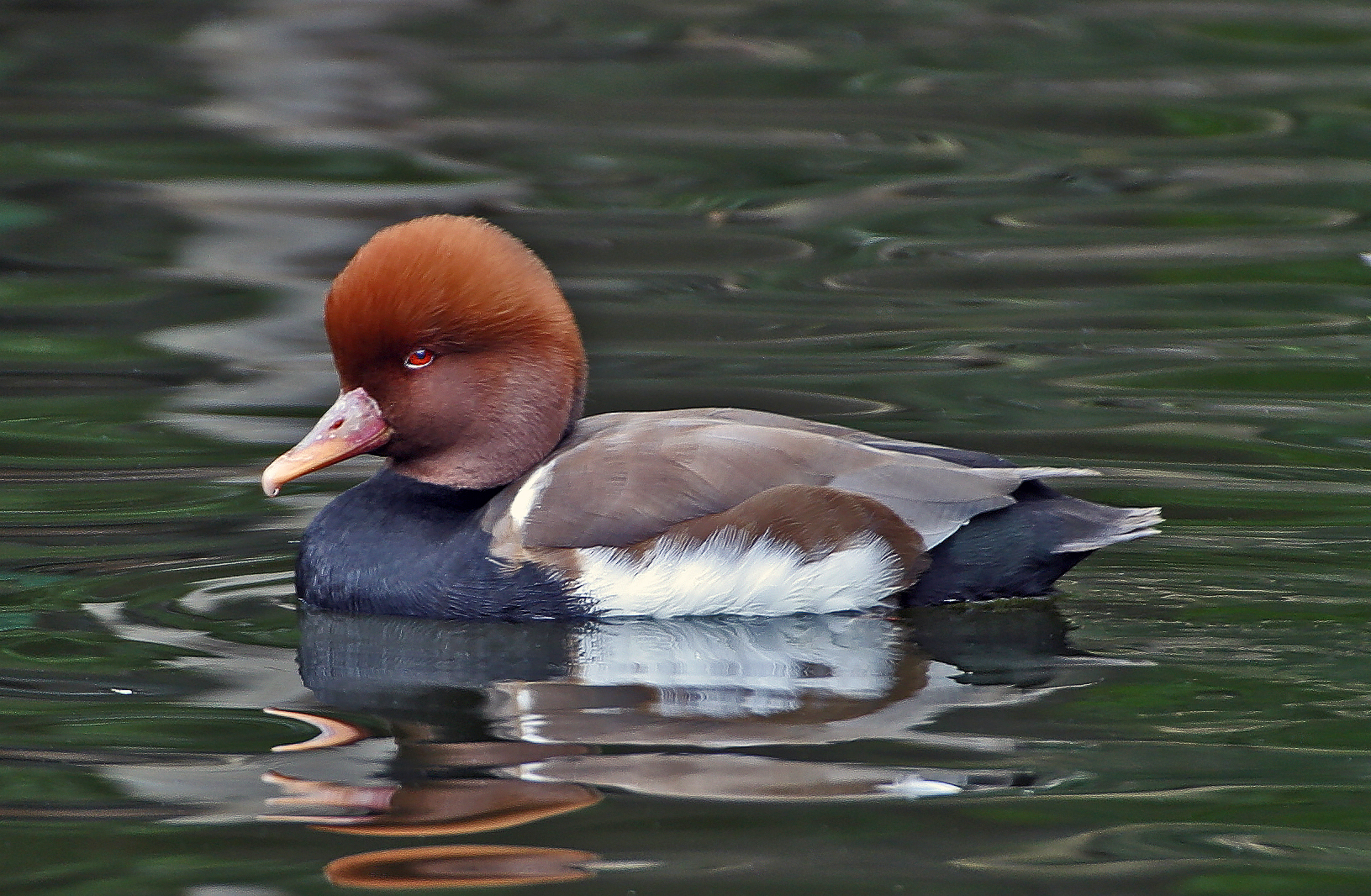
Üstökösréce(Netta rufina)

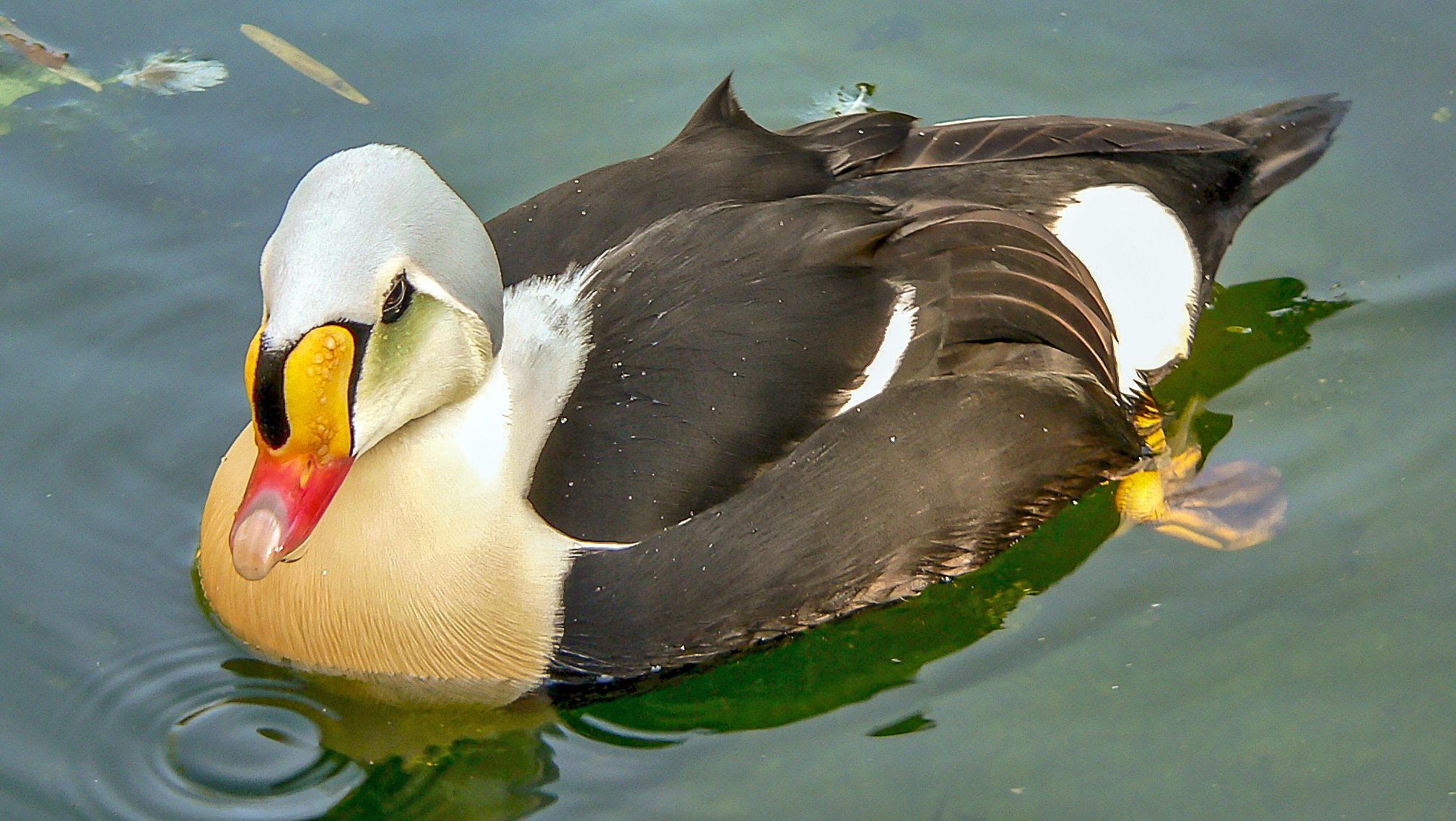
Cifra pehelyréce hím (Somateria spectabilis)

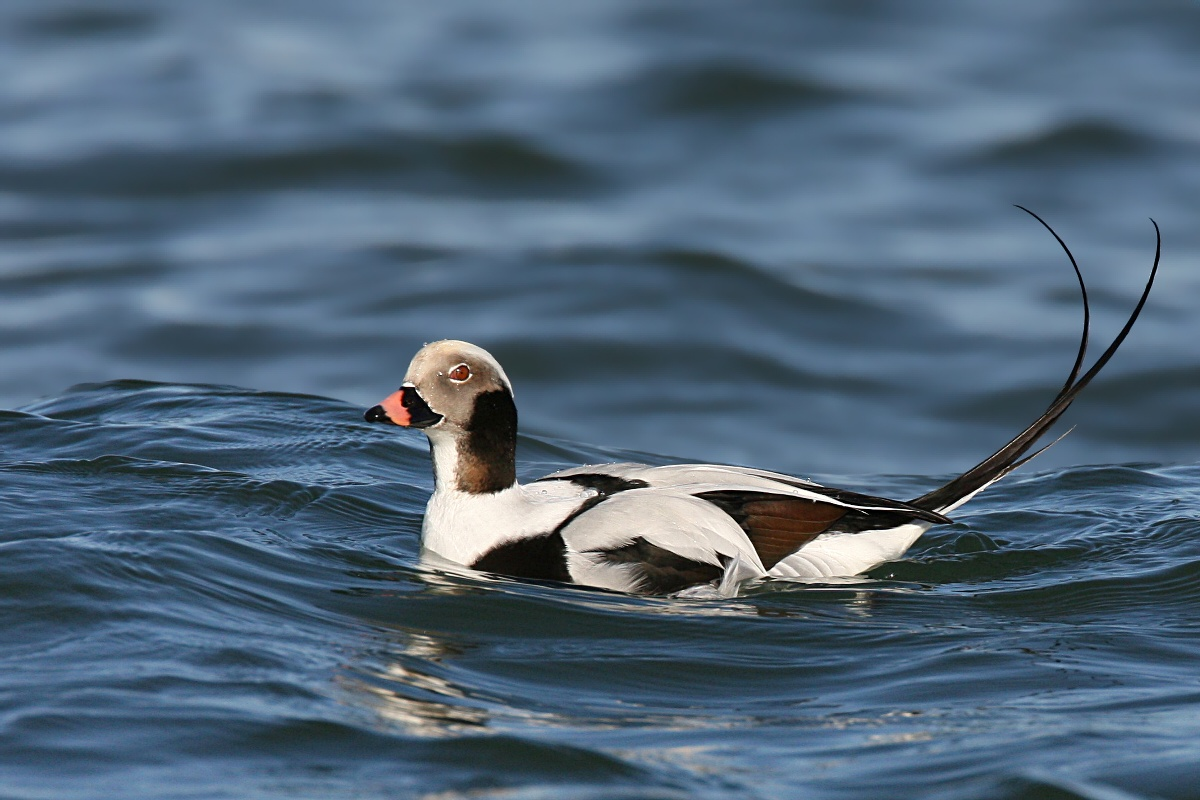
Jegesréce hím (Clangula hyemalis)

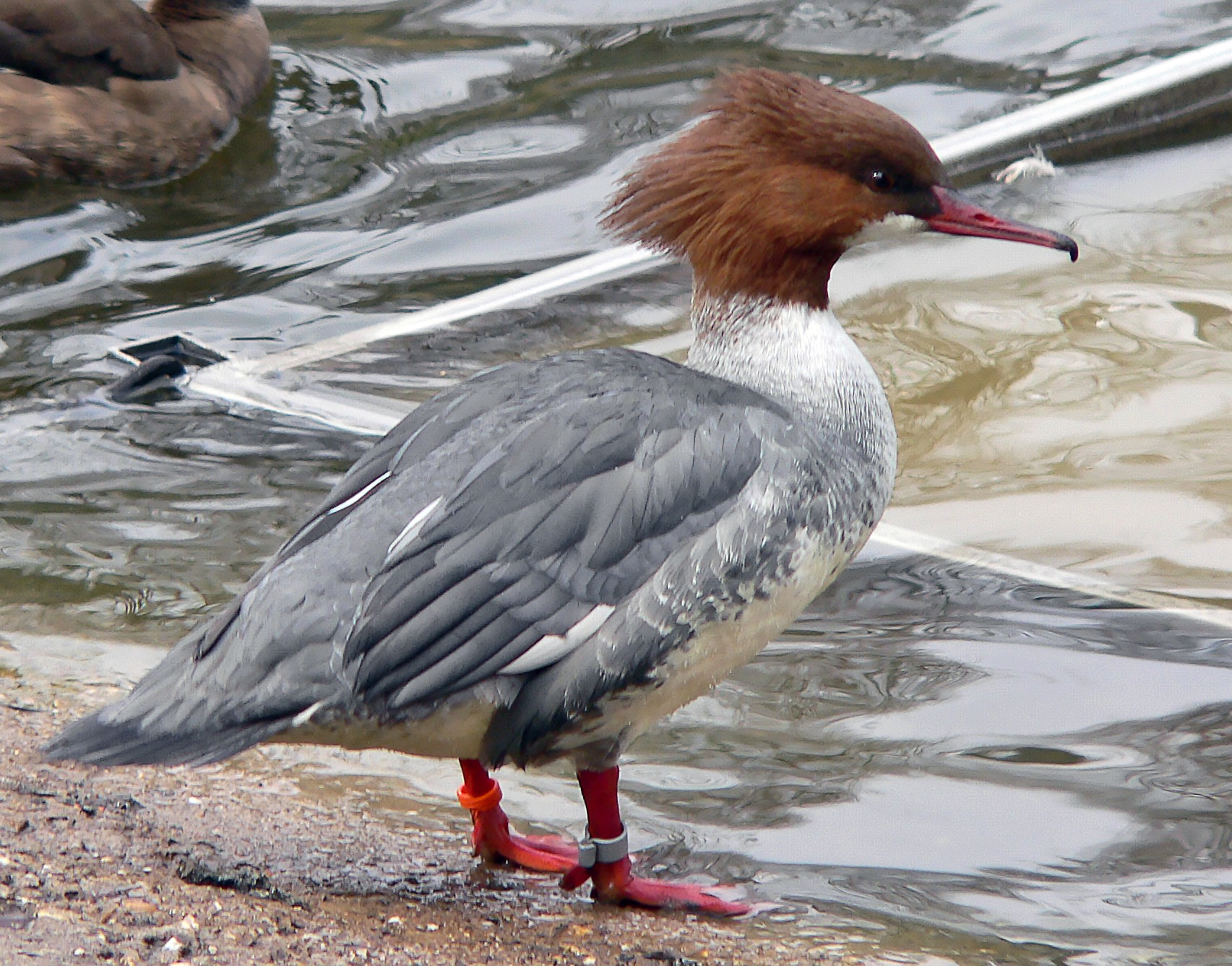
Nagy bukó tojó (Mergus merganser)

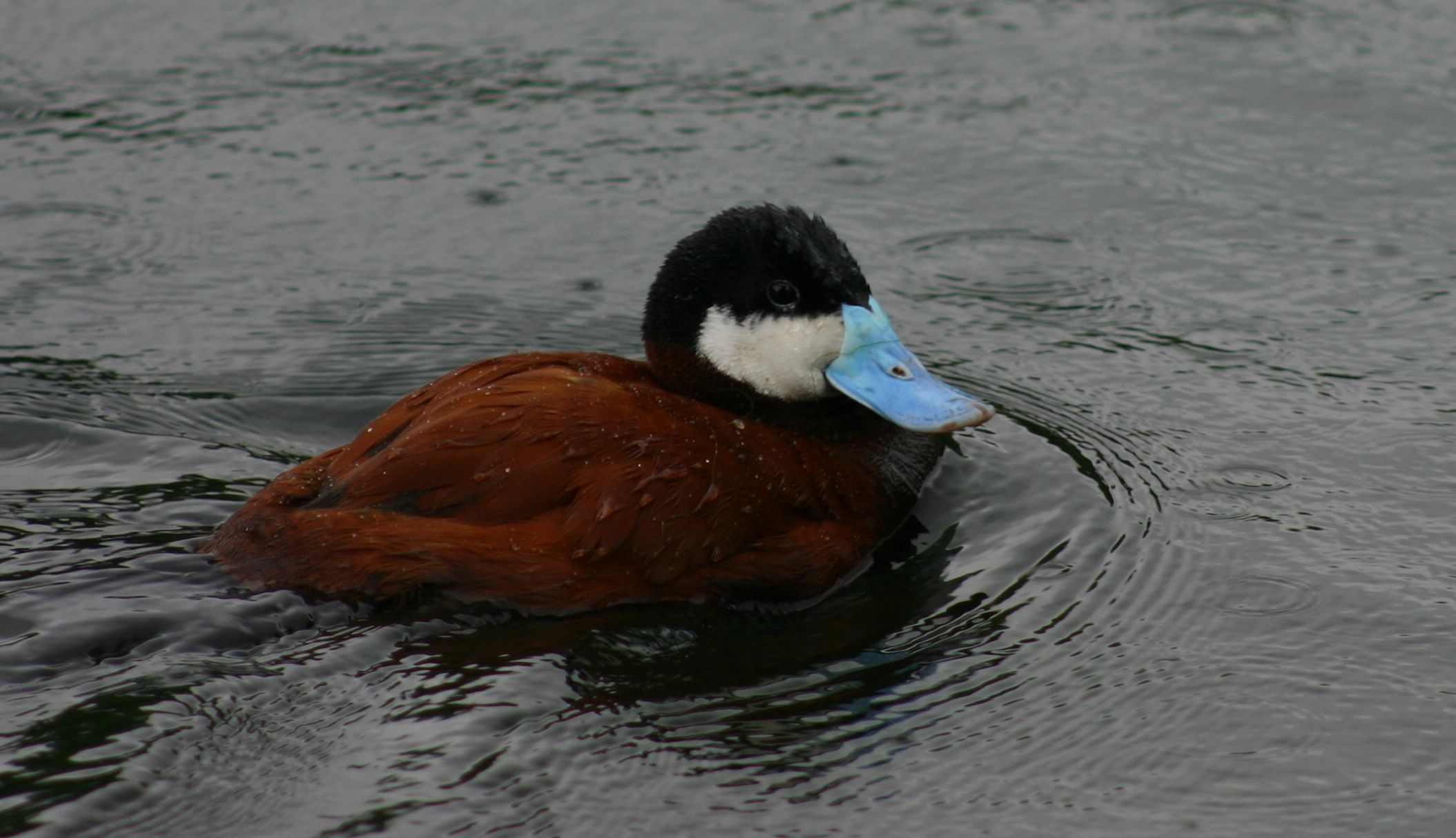
Halcsontfarkú réce (Oxyura jamaicensis)

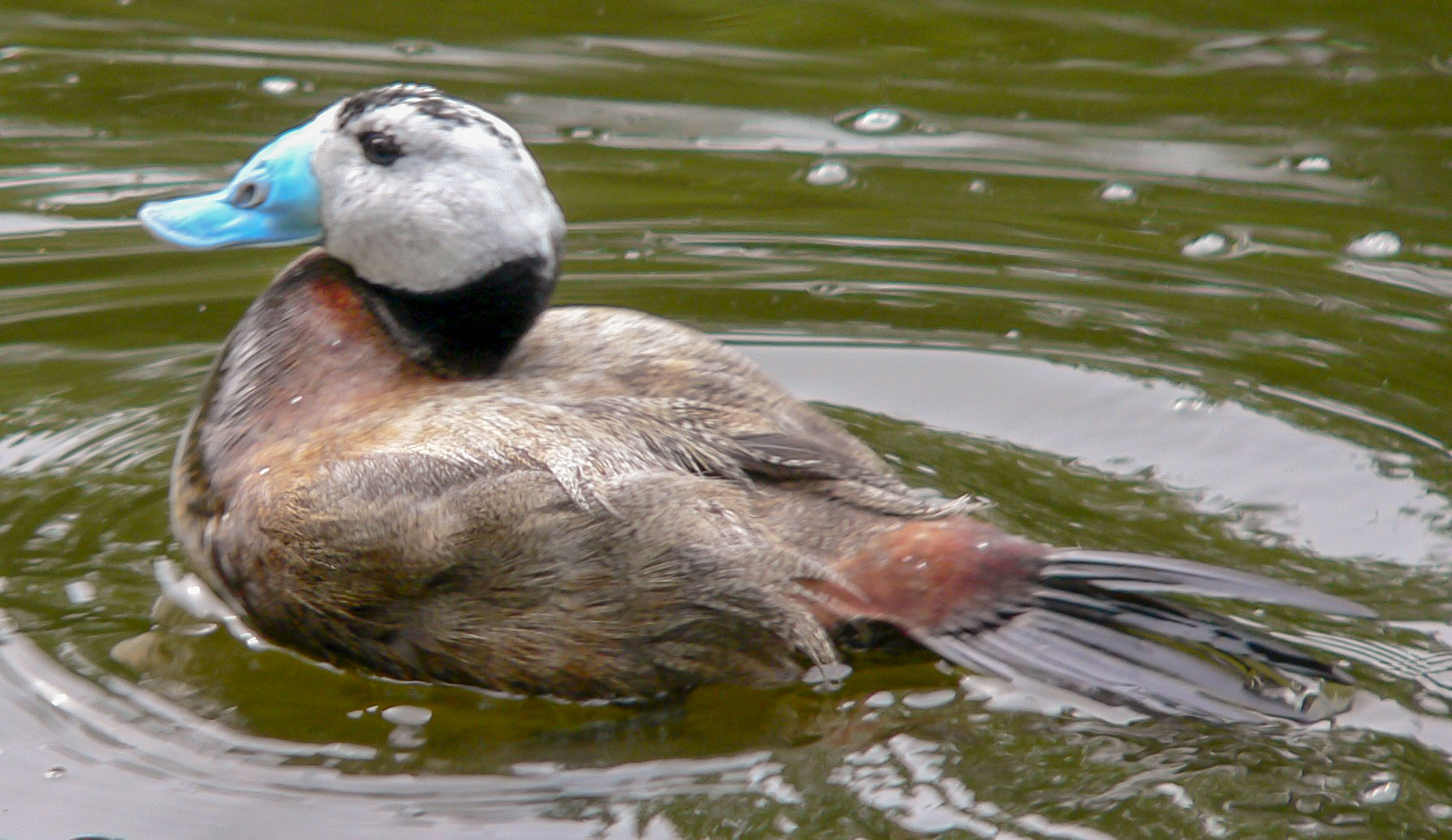
Kékcsőrű réce (Oxyura leucocephala)

A récefélék legközelebbi rokona a különálló családba sorolt hasadtujjú lúd (Anseranas semipaémata), mely egy nagyon korai leágazás a lúdalakúak családfáján. A két család távolabbi rokonai a tüskésszárnyúmadár-félék családjába sorolt három faj.
Rendszertani besorolásuk nem teljesen egységes, az itt közreadott változat a leginkább elfogadott változat.
A család az alábbi alcsaládokat, nemzetségeket, nemeket és fajokat foglalja magában.

### Fütyülőlúdformák
A fütyülőlúdformák (Dendrocygninae) alcsaládjába két nemzetség tartozik:
- Fütyülőludak (Dendrocygnini) nemzetsége – 1 nem
  - Dendrocygna – 8 faj
    - piroscsőrű fütyülőlúd (Dendrocygna autumnalis)
    - sujtásos fütyülőlúd (Dendrocygna bicolor)
    - pálmafütyülőlúd vagy karibi fütyülőlúd (Dendrocygna arborea)
    - vándorfütyülőlúd (Dendrocygna arcuata)
    - sarlós fütyülőlúd (Dendrocygna eytoni)
    - gyöngyös fütyülőlúd (Dendrocygna guttata)
    - bengáli fütyülőlúd (Dendrocygna javanica)
    - apáca-fütyülőlúd (Dendrocygna viduata)

- Vöcsökrécék (Thalassornini) nemzetsége – 1 nem
  - Thalassornis – 1 faj
    - vöcsökréce (Thalassornis leuconotus)

### Lúdformák
A lúdformák (Anserinae) alcsaládja három nemzetséget tartalmaz, melyből egynek mára valamennyi képviselője kihalt:
- Valódi ludak (Anserini) nemzetsége – 3 nem
  - Branta – tengeri ludak, 6 faj
    - kanadai lúd (Branta canadensis)
    - alaszkai lúd (Branta hutchinsii) egyes rendszerekben alfajnak tartják Branta canadensis hutchinsii néven
    - örvös lúd (Branta bernicla)
    - apácalúd (Branta leucopsis)
    - vörösnyakú lúd (Branta ruficollis)
    - hawaii lúd (Branta sandvicensis)

  - Anser – mezei ludak, 8 faj
    - nyári lúd (Anser anser)
    - nagy lilik (Anser albifrons)
    - vetési lúd (Anser fabalis)
    - tundralúd (Anser serrirostris, 2019 előtt Anser fabalis serrirostris)[3][4][5]
    - kínai hattyúlúd (Anser cygnoides)
    - kis lilik (Anser erythropus)
    - indiai lúd (Anser indicus)
    - rövidcsőrű lúd (Anser brachyrhynchus)

  - Chen fehér ludak – 3 faj
    - sarki lúd (Chen caerulescens vagy Anser caerulescens)
    - császárlúd (Chen canagica vagy Anser canagicus)
    - hólúd (Chen rossii vagy Anser rossii)

- Hattyúk (Cygnini) nemzetsége – 1 nem
  - Cygnus – 6 faj
    - bütykös hattyú (Cygnus olor)
    - kis hattyú (Cygnus columbianus)
    - énekes hattyú (Cygnus cygnus)
    - trombitás hattyú (Cygnus buccinator)
    - fekete hattyú (Cygnus atratus)
    - feketenyakú hattyú (Cygnus melanocoryphus)

- Tyúkludak (Cereopsini) nemzetsége – 2 nem
  - Cereopsis (Latham, 1802) – 1 faj
    - tyúklúd (Cereopsis novaehollandiae)

  - Coscoroba – 1 faj
    - koszkoróbahattyú (Coscoroba coscoroba)

### Gyöngyösréceformák
- Gyöngyösréceformák (Stictonettinae) alcsaládja – 1 nem és 1 faj
- Stictonetta nem (Reichenbach, 1853) – 1 faj
  - gyöngyös réce (Stictonetta naevosa)

### Tüskészárnyúlúd-formák
- - Plectropterus (Stephens, 1824) – 1 faj
    - tüskésszárnyú lúd (Plectropterus gambensis)

### Ásólúdformák
- Ásóludak (Tadorini) nemzetsége – 6 nem
  - Cyanochen – 1 faj
    - kékszárnyú lúd (Cyanochen cyanopterus)

- - Alopochen (Stejneger, 1885) – nílusi ludak, 2 faj
    - nílusi lúd (Alopochen aegyptiacus vagy Alopochen aegyptiaca)
    - mauritiusi ásólúd (Alopochen mauritianus) – kihalt
      - madagaszkári ásólúd (Alopochen mauritianus sirabensis) – alfaj, kihalt

- - Mascarenachen (G.S. Cowles, 1994) – 1 kihalt faj
    - réunioni ásólúd (Mascarenachen kervazoi) – kihalt

- - Neochen (Oberholser, 1918) – Orinoco-ludak, 1 faj.
    - orinocói lúd (Neochen jubata)

- - Chloephaga (Eyton, 1838) – piszecsőrű ludak, 5 faj
    - andoki lúd (Chloephaga melanoptera)
    - Magellán-lúd (Chloephaga picta)
    - szirti lúd (Chloephaga hybrida)
    - szürkefejű lúd (Chloephaga poliocephala)
    - rőtesfejű lúd (Chloephaga rubidiceps)

- - Tadorna (Oken, 1817) – ásóludak, 6 faj
    - bütykös ásólúd (Tadorna tadorna)
    - vörös ásólúd (Tadorna ferruginea)
    - szürkefejű ásólúd (Tadorna cana)
    - koreai ásólúd (Tadorna cristata)
    - ausztrál ásólúd (Tadorna tadornoides)
    - új-zélandi ásólúd (Tadorna variegata)

- - Radjah (Reichenbach, 1853) – radjah ásólúd, 1 faj
    - radjah ásólúd (Radjah radjah)

- - Pachyanas (Oliver, 1955) – 1 faj
    - Chatham-szigeteki réce (Pachyanas chathamica) – régen kihalt faj

- Zuhatagirécék (Merganettini) nemzetsége – 1 nem
  - Merganetta – 1 faj
    - zuhatagi réce (Merganetta armata)

- Karimáscsőrű récék (Hymenolaimini) nemzetsége – 2 nem
  - Hymenolaimus – 1 faj
    - karimáscsőrű réce (Hymenolaimus malacorhynchos)

- - Salvadorina (Rothschild & Hartert, 1894) – salvadori récék, 1 faj
    - Salvadori-réce (Salvadorina waigiuensis)

## Barátréceformák
- Bukórécék (Aythyini) nemzetsége – 2 nem, 16 faj
  - Aythya (Boie, 1822) – bukórécék, 12 faj
    - amerikai barátréce (Aythya americana)
    - barátréce (Aythya ferina)
    - búbos réce (Aythya affinis)
    - cigányréce (Aythya nyroca)
    - hegyi réce (Aythya marila)
    - kontyos réce (Aythya fuligula)
    - madagaszkári cigányréce (Aythya innotata)
    - örvös réce (Aythya collaris)
    - rókafejű réce (Aythya valisineria)
    - ausztrál cigányréce (Aythya australis)
    - maori cigányréce (Aythya novaeseelandiae)
    - mandzsu réce (Aythya baeri)

  - Netta (Kaup, 1829) – üstökös récék, 4 faj
    - pirosszemű réce (Netta erythrophthalma)
    - peposaca réce (Netta peposaca)
    - üstökösréce (Netta rufina)
    - rózsásfejű réce (Netta caryophyllacea, régebben Rhodonessa caryophyllacea) – kihalt

### Réceformák
A réceformák (Anatinae) alcsaládjába 4 nemzetség és 23 nem tartozik:
- Úszórécék (Anatini) nemzetsége – 9 nem
  - Chendytes (Miller, 1925) – régen kihalt fajok
    - (Chendytes lawi)
    - (Chendytes milleri)

- - Spatula (Boie, F. 1822) - 10 faj 
    - böjti réce (Spatula querquedula)
    - hottentotta réce (Spatula hottentota)
    - ezüstréce (Spatula versicolor)
    - ezüstcsőrű réce (Spatula puna)
    - kékszárnyú réce (Spatula discors)
    - fahéjszínű réce (Spatula cyanoptera)
    - fokföldi kanalasréce (Spatula smithii)
    - argentin kanalasréce (Spatula platalea)
    - ausztráliai kanalasréce (Spatula rhynchotis)
    - kanalas réce (Spatula clypeata)

- - Mareca (Stephens, 1824) – fütyülő récék, 5 élő és 1 régen kihalt faj
    - fütyülő réce (Mareca penelope)
    - álarcos réce (Mareca americana)
    - chilei fütyülőréce (Mareca sibilatrix)
    - amszterdam-szigeti réce (Mareca marecula)
    - kendermagos réce (Mareca strepera)
    - sarlós réce (Mareca falcata)

- - Lophonetta (Riley, 1914) – copfos récék, 1 faj
    - copfos réce (Lophonetta specularioides)

- - Speculanas (von Boetticher, 1929 – szemüveges récék, 1 faj
    - szemüveges réce (Speculanas specularis)

- - Amazonetta (Boetticher, 1929) – amazonasi récék, 1 faj
    - amazonasi réce (Amazonetta brasiliensis)

- - Sibirionetta (Boetticher, 1929) – cifra réce, 1 faj
    - cifra réce (Sibirionetta formosa)

- - Anas (Linnaeus, 1758) – úszórécék, 30 faj
    - nyílfarkú réce (Anas acuta)
    - Kerguelen-szigeteki nyílfarkúréce (Anas eatoni)
    - déli-georgiai nyílfarkúréce (Anas georgica)
    - Bahama-réce (Anas bahamensis)
    - piroscsőrű réce (Anas erythrorhyncha)
    - bantu réce (Anas capensis)
    - Bernier-réce (Anas bernieri)
    - mauritiusi réce (Anas theodori) – kihalt
    - fehértorkú réce (Anas gibberifrons)
    - szürke réce (Anas gracilis)
    - gesztenyebarna réce (Anas castanea)
    - csörgő réce (Anas crecca)
      - zöldszárnyú réce (Anas crecca caroilensis) alfaj

    - dél-amerikai csörgő réce (Anas flavirostris)
    - maori réce (Anas aucklandica)
    - Campbell-réce (Anas nesiotis)
      - Anas chlorotis, lehet hogy alfaj Anas aucklandica chlorotis

    - afrikai fekete réce (Anas sparsa)
    - sárgacsőrű réce (Anas undulata)
    - madagaszkári réce (Anas melleri)
    - kormos réce (Anas rubripes)
    - floridai réce (Anas fulvigula)
    - mexikói réce (Anas diazi)
    - Mariana-szigeteki réce (Anas oustaleti)
    - laysani réce (Anas laysanensis)
    - hawaii réce (Anas wyvilliana)
    - Fülöp-szigeteki réce (Anas luzonica)
    - szemöldökös réce (Anas superciliosa)
    - tőkés réce vagy vadkacsa (Anas platyrhynchos)
      - házi kacsa (Anas platyrhynchos domestica) alfaj

    - foltoscsőrű réce (Anas poecilorhyncha)

- - Marmaronetta (Reichenbach, 1853) – márványos récék, 1 faj
    - márványos réce (Marmaronetta angustirostris)

- Thambetochenini nemzetség – 4 nem és 6 kihalt faj, melyek egykor a Hawaii-szigeteken éltek
  - Chelychelynechen (Olson & James, 1991) – 1 régen kihalt faj
    - Chelychelynechen quassus – Kauai szigetén élt egykor

  - Thambetochen (Olson, 1976) – 2 régen kihalt faj
    - Thambetochen xanion – Oahu szigetén élt egykor
    - Thambetochen chauliodous – Maui, Lanai és Molokai szigetén élt egykor

  - Ptaiochen  (Olson & James, 1991) – 1 régen kihalt faj
    - Ptaiochen pau – Maui szigetén élt egykor

  - Talpanas (Olson & James, 2009) – 1 régen kihalt faj, feltételesen idehelyezve
    - Talpanas lippa – Kauai szigetén élt egykor

- Pehelyrécék (Somaterini) nemzetsége – 2 nem, 4 faj
  - Polysticta (Eyton, 1836) – kis pehelyrécék, 1 faj.
    - Steller-pehelyréce (Polysticta stelleri)

  - Somateria (Leach, 1819) – valódi pehelyrécék, 3 faj.
    - pehelyréce (Somateria mollissima)
    - cifra pehelyréce (Somateria spectabilis)
    - pápaszemes pehelyréce (Somateria fischeri)

- Tengeri récék és bukók (Mergini) nemzetsége – 8 nem, 13 faj
  - Histrionicus (Lesson, 1828) – tarka récék, 1 faj
    - tarka réce vagy harlekinréce (Histrionicus histrionicus)

  - Camptorhynchus (Bonaparte, 1838) – labradori récék, 1 faj – kihalt
    - labradori réce (Camptorhynchus labradorius) – kihalt

  - Melanitta (Boie, 1822) – tengeri récék, 3 faj.
    - fekete réce (Melanitta nigra)
      - Melanitta nigra americana alfaj

    - füstös réce (Melanitta fusca)
      - Melanitta fusca deglandi alfaj

    - pápaszemes réce (Melanitta perspicillata)

  - Clangula (Leach, 1819) – jeges récék, 1 faj
    - jegesréce (Clangula hyemalis)

  - Bucephala (Baird, 1858) – kercerécék, 3 faj
    - kerceréce (Bucephala clangula)
    - izlandi kerceréce (Bucephala islandica)
    - fehérfejű kerceréce (Bucephala albeola)

  - Mergellus (Selby, 1840) – kis bukók, 1 faj
    - kis bukó (Mergellus albellus vagy Mergus albellus)

  - Lophodytes (Reichenbach, 1853) – bóbitás bukók, 1 faj
    - bóbitás bukó (Lophodytes cucullatus vagy Mergus cucullatus)

  - Mergus (Linnaeus, 1758) – valódi bukók, 5 faj
    - nagy bukó (Mergus merganser)
    - örvös bukó (Mergus serrator)
    - Auckland-szigeteki bukó (Mergus australis) – kihalt
    - füstös bukó (Mergus octosetaceus)
    - csuklyás bukó (Mergus squamatus)

### Halcsontfarkú réceformák
A halcsontfarkú réceformák (Oxyurinae) alcsaládjába három nem tartozik:
- Nomonyx (Ridgway, 1880) – feketearcú récék, 1 faj
  - feketearcú réce (Nomonyx dominica)
- Oxyura (Bonaparte, 1828) – halcsontfarkú récék, 7 faj
  - halcsontfarkú réce (Oxyura jamaicensis)
  - szálkás réce (Oxyura australis)
  - kékcsőrű réce (Oxyura leucocephala)
  - csuklyás réce (Oxyura maccoa)
  - argentin kékcsőrű réce (Oxyura vittata)
  - andoki halcsontfarkú réce (Oxyura ferruginea)
- Heteronetta (Salvadori, 1865) – kakukkrécék, 1 faj.
  - kakukkréce (Heteronetta atricapilla)

### Rendszeren kívüli nemzetségek és nemek
A récefélék családjának alcsaládjaiba pontosan be nem illeszthető, emiatt különálló, rendszeren kívüli nemzetségek és nemek
- lebernyegesrécék (Biziurini) nemzetsége – 1 nem, 1 faj
  - Biziura (Stephens, 1824) – lebernyeges récék, 1 faj.
    - lebernyeges réce (Biziura lobata)

- Lapátcsőrű récék (Malacorhynchini) nemzetsége – 1 nem, 1 élő és 1 kihalt faj - - ásólúdformák vagy Halcsontfarkú réceformák
  - Malacorhynchus (Swainson, 1831 – lapátcsőrű récék, 1 élő és 1 régen kihalt faj
    - lapátcsőrű réce (Malacorhynchus membranaceus)
    - Malacorhynchus scarletti – Új-Zélandon élt egykor, feltehetően a 16. századra kiirtották a szigetekre betelepülő maorik

- Gőzhajórécék (Tachyerini) nemzetsége – 1 nem - ásólúdformák vagy úszórécék
  - Tachyeres (Owen, 1875) – 4 faj
    - patagóniai gőzhajóréce (Tachyeres patachonicus)
    - óriás-gőzhajóréce (Tachyeres pteneres)
    - fehérfejű gőzhajóréce (Tachyeres leucocephalus)
    - falklandi gőzhajóréce (Tachyeres brachypterus)

- Fényrécék (Cairini) nemzetsége – 7 nem, 11 faj
  - Aix (Boie, 1828) – díszrécék, 2 faj - ásólúdformák vagy úszórécék
    - karolinai réce vagy kisasszonyréce (Aix sponsa)
    - mandarinréce (Aix galericulata)

  - Pteronetta (Salvadori, 1895) – kongói récék, 1 faj
    - kongói réce (Pteronetta hartlaubii)

  - Cairina (Fleming, 1822) – pézsmarécék, 1 faj
    - pézsmaréce (Cairina moschata)

  - Asarcornis (Salvadori, 1895) 1 faj
    - dzsungelréce (Asarcornis scutulata)

  - Chenonetta (Brandt, 1836) – sörényes ludak, 1 élő és 1 régen kihalt faj - ásólúdformák vagy úszórécék
    - sörényes lúd (Chenonetta jubata)
    - Finschs-réce (Chenonetta finschi)

  - Nettapus (Brandt, 1836) – törpeludak, 3 faj - ásólúdformák vagy úszórécék
    - afrikai törpelúd vagy bantu törpelúd (Nettapus auritus)
    - örvös törpelúd (Nettapus coromandelianus)
    - kendermagos törpelúd (Nettapus pulchellus)

  - Callonetta (Delacour, 1936) – vörösvállú récék, 1 faj - ásólúdformák vagy úszórécék
    - vörösvállú réce (Callonetta leucophrys)

  - Sarkidiornis (Eyton, 1838) – 2 faj - ásólúdformák vagy úszórécék
    - bütykös fényréce (Sarkidiornis melanotos)
    - amerikai fényréce (Sarkidiornis sylvicola)

## Megjelenésük
A réceféléknél általános tulajdonság, hogy többé vagy kevésbé a vízi életmódhoz alkalmazkodtak. Testük hosszú és széles, jó úszófelületet ad. Lábukon úszóhártyák láthatók (ezek a hawaii lúdnál erősen visszafejlődtek) és lábaik testük hátsó felén helyezkednek el, hogy könnyebben tudják hajtani magukat vele a vízben. Hátul eredő lábaik miatt a szárazon a legtöbb faj csak ügyetlenül, „kacsázva” tud közlekedni, de közel sem annyira ügyetlenek a szárazföldön, mint a tengeri madarak többsége. Nyakuk több fajnál – elsősorban a ludaknál és a hattyúknál, de néhány récénél is – hosszú.
Testméretük erősen változó. A legkisebb fajok a Nettapus nembe sorolt törpeludak. Ezek hossza nagyjából 30 centiméter, súlyuk 230 gramm. A méretskála túlsó végén a trombitás hattyú (Cygnus buccinator) és a bütykös hattyú (Cygnus olor) áll, melyek testhossza 160 centiméter. Ezek súlya elérheti a 14 kilogrammot, és ezek az egyik legnehezebb, röpképes madarak. A trombitás hattyú szárnyfesztávolsága 210 centiméter.
Tollazatuk sűrű, és a fartőmirigy olajos váladékával rendszeresen kenik a madarak, hogy kellően vízálló legyen.

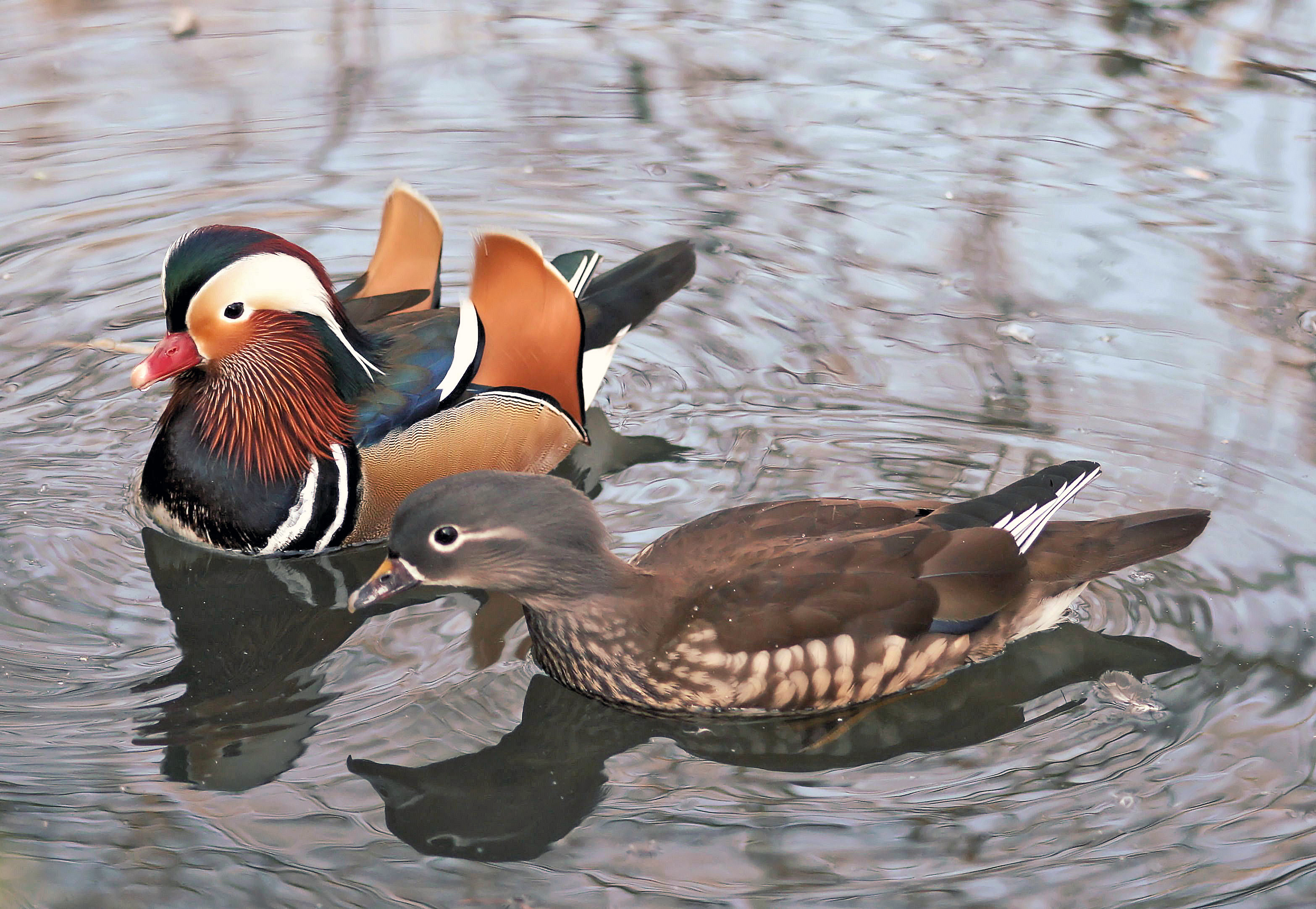
Mandarinréce pár (Aix galericulata). Jól megfigyelhető a récékre jellemző ivari dimorfizmus. A hátrébb levő hím színpompás tollazata össze sem hasonlítható az előrébb úszó tojó barnás tollruhájával

Sok fajuk tollazata kifejezetten díszes. A legtöbb színes tollú faj a réceformák (Anatinae) alcsaládjába tartozik. Ezeknél a fajoknál jól fejlett ivari dimorfizmus figyelhető meg. A tojók szinte valamennyi fajnál egyszerű barnás tollazatú madarak, míg a hímek tollazata még a közeli rokon fajoknál is sokszor nagyon eltérő. Ez elsősorban a különböző fajok nászidőszakban egymástól való elkülönülését szolgálja. Jól megfigyelhető, hogy ha egy ilyen faj olyan környezetbe kerül (elsősorban szigeten, elkülönülve a többi rokon fajtól), ahol ez már nem szükséges, akkor a hímek tollazata nemzedékről nemzedékre egyre dísztelenebb lesz és egyre jobban hasonlítanak a tojókra. Erre jó példa a Campbell-réce (Anas nesiotis) vagy a laysani réce (Anas laysanensis).
A réceformákkal ellentétben a ludaknál és a többi alcsalád fajainál az ivari dimorfizmus nem ennyire kifejezett. A fütyülőlúdformák (Dendrocygninae), a lúdformák (Anserinae) közé sorolt fajoknál és a külön alcsaládba sorolt gyöngyös récénél (Stictonetta naevosa) nincs ivari dimorfizmus, a két ivar képviselői szinte teljesen azonosan néznek ki.

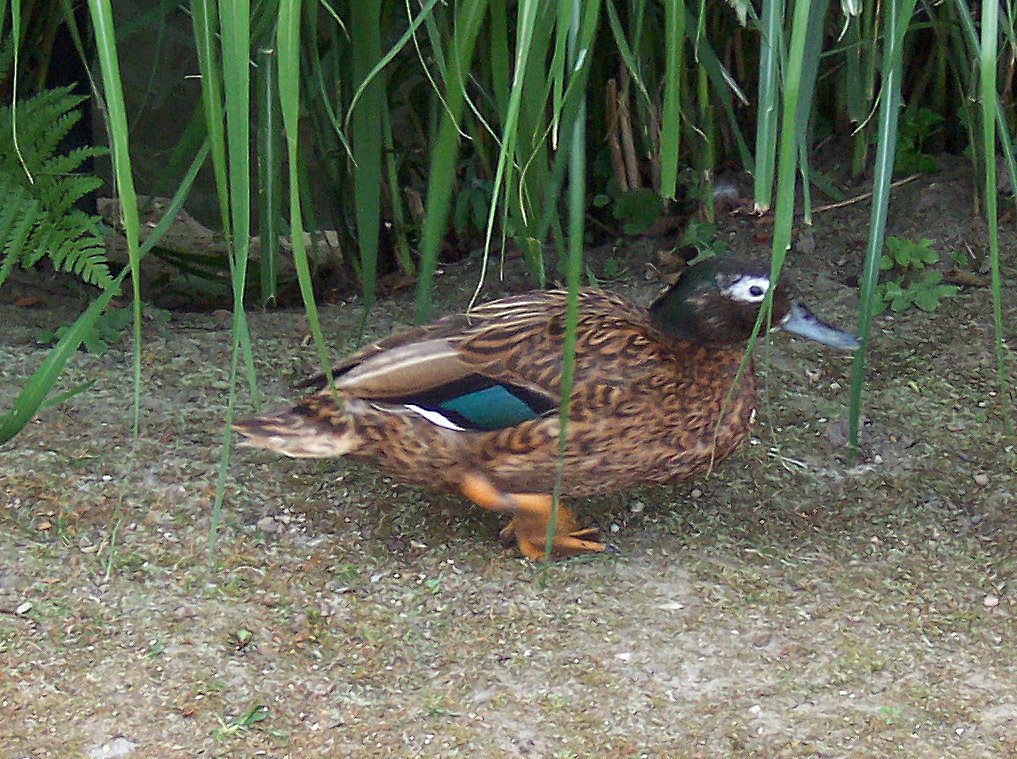
A laysani réce (Anas laysanensis) hímjének tollazatán megfigyelhető, hogy az elszigetelődés és a többi récefaj hiánya miatt mennyire visszafejlődött a díszes tollazat

A díszes tollazatú hímek a récéknél is elvesztik pompás tollruhájukat a nászidőszak végén és a következő nászidőszakig jóval fakóbb, a tojókhoz hasonló tollazatot öltenek. A fiókák felnevelése közben, míg azok röpképtelenek, az összes faj átesik a vedlési időszakon, mely során egyszerre vesztik el összes szárnyevezőtollukat. Míg az újak ki nem nőnek, a madarak repülésképtelenné válnak.
A fiatal madarak többnyire a tojóhoz hasonló tollazatot viselnek.
A fajoknál szinte minden esetben, ha van ivari dimorfizmus, akkor a hím a díszesebb. Egyetlen kivétel az új-zélandi ásólúd, ahol a fekete hím kevésbé díszes, mint a narancsszínű testű és fehér fejű tojó. Ennél a fajnál kivételesen a tojó veszíti el díszes tollazatát a szaporodási időszak után, a hím tolla egész évben ugyanolyan.

## Életmódjuk
A családon belül nappali és éjszakai életmódú fajok egyaránt vannak. A legtöbb fajnál ez nem erősen meghatározott, és többségük hajnalban vagy szürkületkor a legaktívabb.
Sok faj a vízen alszik, fejüket jellegzetes módon szárnyuk alá dugva. Sok faj nappal tollászkodik, rendbe rakja és fartőmirigyének váladékával átolajozza tollait. A nem bukó életmódú fajok is sokszor fürdenek és lebuknak a víz alá, hogy tollaikat megtisztítsák.
A legtöbb faj költési időszakban párban él, költőkolóniát viszonylag kevés faj alkot. Költési időszakon kívül viszont nagyon társas madarak. Sokszor több fajból álló vegyes kolóniákat alkotnak.
Csak négy szigorúan monogám módon élő, egész évben területtartó faj van a családban. Közülük három, a karimáscsőrű réce (Hymenolaimus malacorhynchos), a zuhatagi réce (Merganetta armata) és a Salvadori-réce (Salvadorina waigiuensis) , olyan hegyvidéki folyókban él, ahol viszonylag kevés a táplálék, emiatt minden párnak szigorúan őrzött revírje van. A negyedik faj az Etióp-magasföldön élő kékszárnyú lúd (Cyanochen cyanopterus).

## Táplálkozásuk
A családon belül a fajok rengeteg egymástól távol álló táplálkozási szokást alakítottak ki a táplálékspektrum minél szélesebb kiaknázása miatt. Ezért nem lehet egységesen jellemezni ilyen téren a családot, pont a táplálkozási szokások igen váltakozó mivolta indokolja, hogy egyes területeken miért tud viszonylag sok faj együtt élni.
A ludak és a hattyúk elsősorban növényevők. A hattyúk jellegzetes hosszú nyaka is a vízinövényekhez való hozzáférés miatt alakult ki. A hattyúk elsősorban a vízen élnek, ott is táplálkoznak. Velük ellentétben a ludak elsősorban a szárazföldön keresik táplálékukat – füveket és leveleket.
A tarkaludak is elsősorban növényevők, néhány fajuk csak növényi eredetű anyagokat fogyaszt. E fajok fiókáinak étrendjében is fontos szerepet kap az állati eredetű táplálék, apró rákok és vízi rovarok formájában.
Az úszórécék jellegzetes „fejre álló” módon gyűjtik be a vízből táplálékukat, vagy a vízfelszínt szűrik át csőrükkel. Ez a vízszűrési technika a kanalasréce-fajoknál jellegzetes csőralakuláshoz vezetett.
Az úszórécék táplálékában már fele-fele a növényi és az állati eredetű táplálék.
A bukórécék és a halcsontfarkú récék mélyen lebuknak a víz alá táplálékuk, a halak, apróbb vízi állatok után.
A bukók és a tengeri récék szinte kizárólag állati eredetű táplálékot fogyasztanak, elsősorban halakat.

## Szaporodásuk

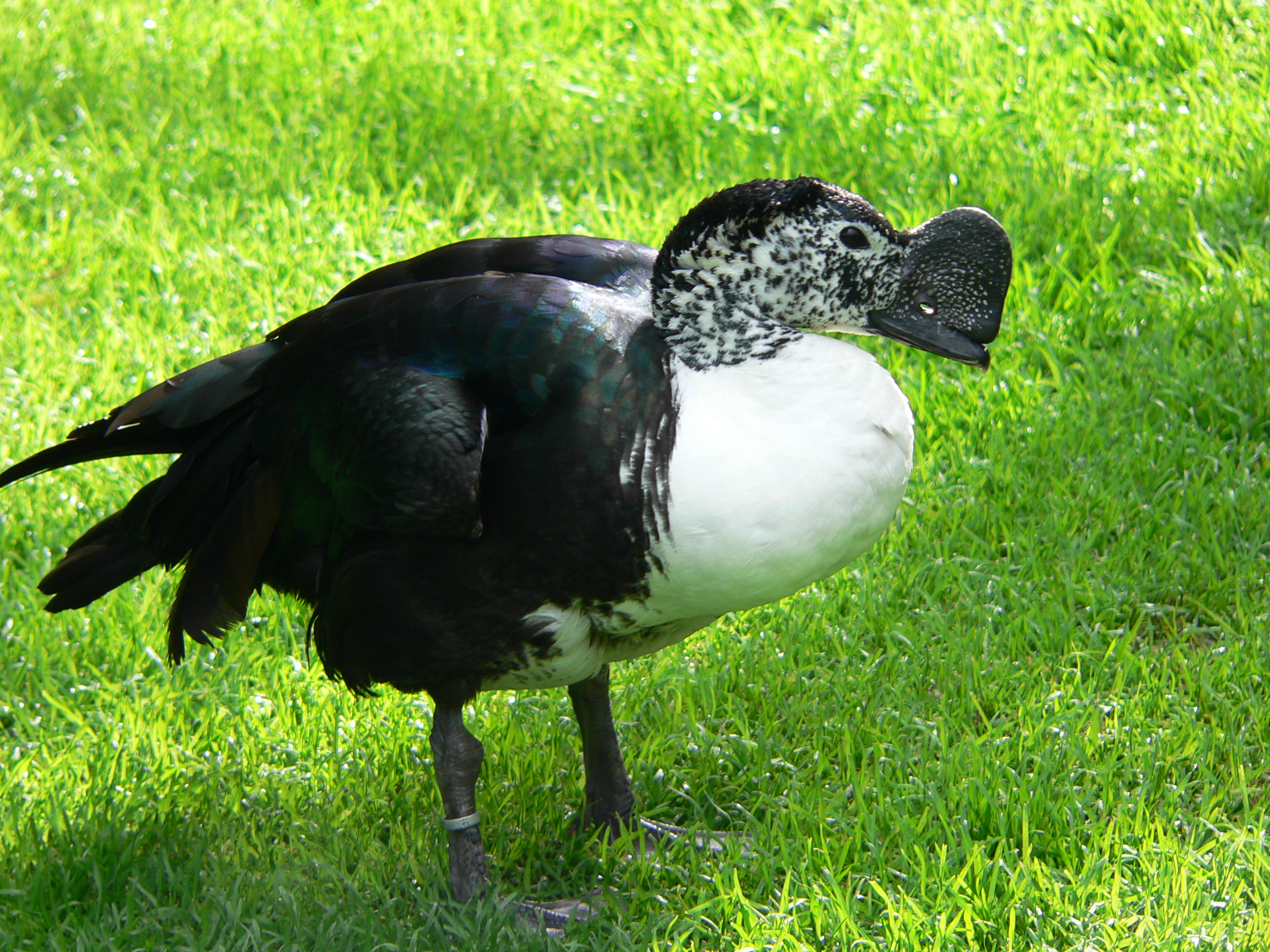
A bütykös fényréce (Sarkidiornis melanotos) egyike a kevés poligám szaporodási rendszerben élő fajnak

A récefélék családjában viszonylag kevés faj költ kolóniában. Ezek is valamennyien a tundrán élő fajok, ahol a hatalmas nyílt területen előnyösebb, ha több pár fészkel egymás közelében, mert könnyebben észreveszik a ragadozókat, és összefogva esetleg el is tudják űzni őket. Ezek a kolóniák is viszonylag kicsik, többnyire csak néhány pár áll össze, ritkán több tucat.
A családra jellemző a monogám életmód. Csak két fajról, a csuklyás récéről (Oxyura maccoa) és a bütykös fényrécéről (Sarkidiornis melanotos) bizonyosult be, hogy poligám kapcsolatban él, egy hím több tojóval él együtt. A récék többségénél minden egyed minden szaporodási időszakban új párt választ magának. A ludak és a hattyúk viszont tartós párkapcsolatban élnek, ami ha sikeres, akkor egészen az egyik egyed haláláig tart. A pár idős, még életben levő tagja többnyire már nem keres új párt magának, élete során már nem szaporodik többet.

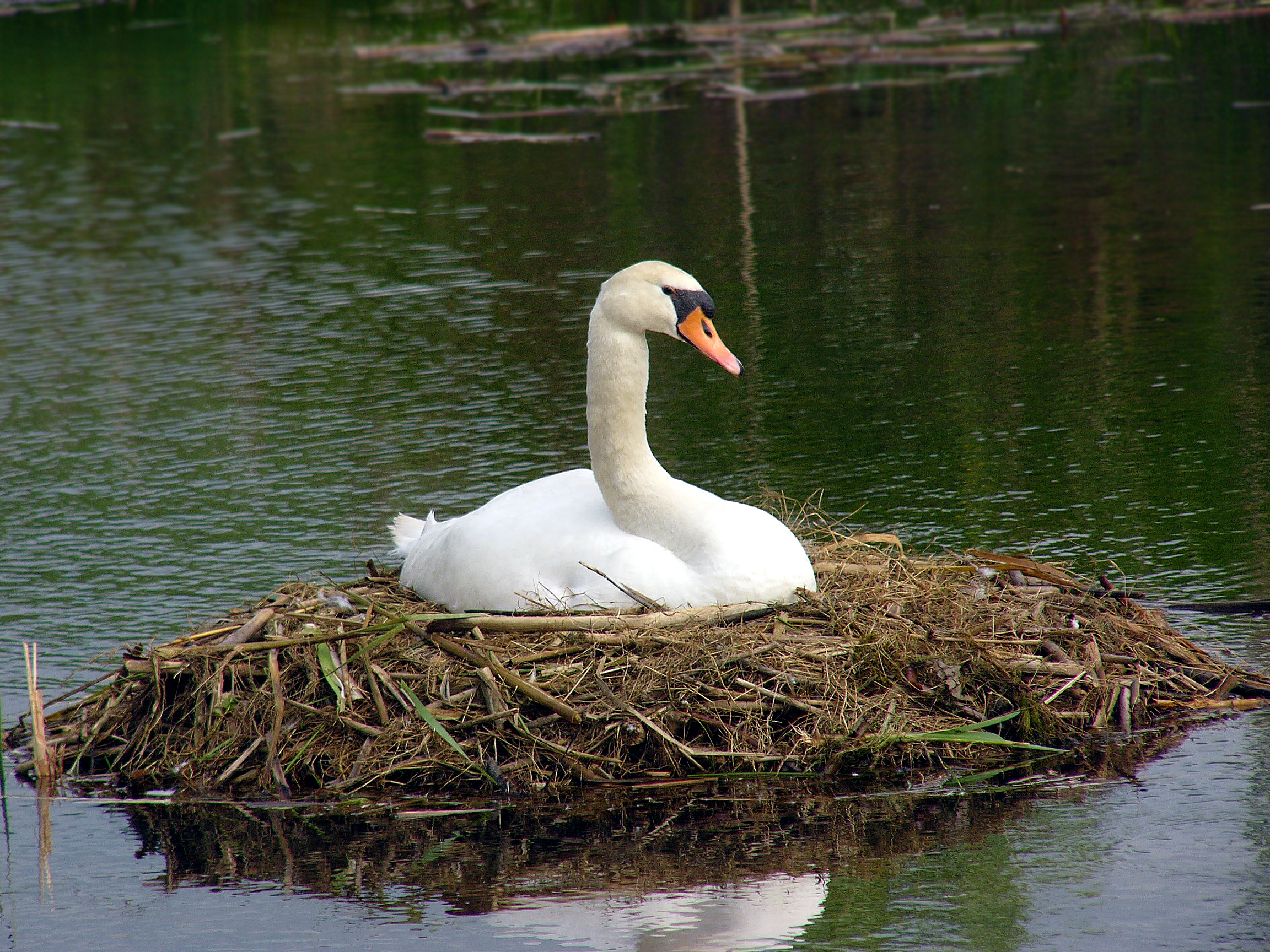
Egy bütykös hattyú a fészkén

A fészeképítés többnyire a tojók feladata. A hattyúknál és fütyülőludaknál a hímek is besegítenek, a koszkoróbahattyúnál (Coscoroba coscoroba) és a tyúklúdnál (Cereopsis novaehollandiae) viszont ez teljesen a hím feladata.
A fészek a ludaknál és sok récénél egy földbe kapart mélyedés, melyet tollaikkal bélelnek ki, vagy száraz növényi részekből épített sekély tákolmány.
A hattyúk fészkei viszont nagy méretűek, ágakból és füvekből készülnek. Nehéz észrevenni őket, mert a madarak általában jól elrejtik a vízparti növényzet közé.
A fütyülőludak, bukók, fényrécék között akadnak odúfészkelő fajok is. Ezek nem képesek odút kialakítani, keresniük kell egy természetes úton létrejöttet.
Fészekaljuk fajtól függően 4–13 tojásból áll. Méretükhöz viszonyítva a ludak és hattyúk rakják a legkisebb, míg az úszó- és bukórécék a legnagyobb tojásokat. A kotlási időszak 22–40 nap között mozog. Leghosszabb ideig a legnagyobb testű hattyúk kotlanak. Rövid kotlási időszaka van általában az úszórécéknek és a sarkvidéki lúdfajoknak, melyeknek sietniük kell, hogy a rövid sarki télben fel tudják nevelni fiókáikat.
A récék között akad néhány fakultatív fészekparazita faj, például a rókafejű réce (Aythya valisneria), melyek tojói saját fészkük felépítése előtt felkeresik más tojók fészkeit is (esetenként többet is) és oda is leraknak pár tojást. Ezután megépítik saját fészküket, melybe néha más tojók is raknak tojásokat. Ennek a szaporodási mechanizmusnak az oka, hogy ezek a fajok olyan helyeken fészkelnek, ahol nagy a veszélye, hogy a teljes fészekalj megsemmisül, így ha más fészekbe is raknak tojásokat, akkor ott még van esélye a fiókáknak felnőni.
Ezzel a viselkedésmóddal ellentétben a dél-amerikai kakukkréce (Heteronetta atricapilla) obligát fészekparazita, saját fészket egyáltalán nem épít. Tojásait más récék vagy szárcsák fészkeibe rakja és azokra bízza a kiköltést. Kikelés után egy-két nappal a fióka elhagyja a fészket és többé nincs más madárra utalva, önellátóan táplálkozik. A közismert kakukkal ellentétben e faj nem károsítja a nevelőszülők fészekalját és nem is igényel táplálást.

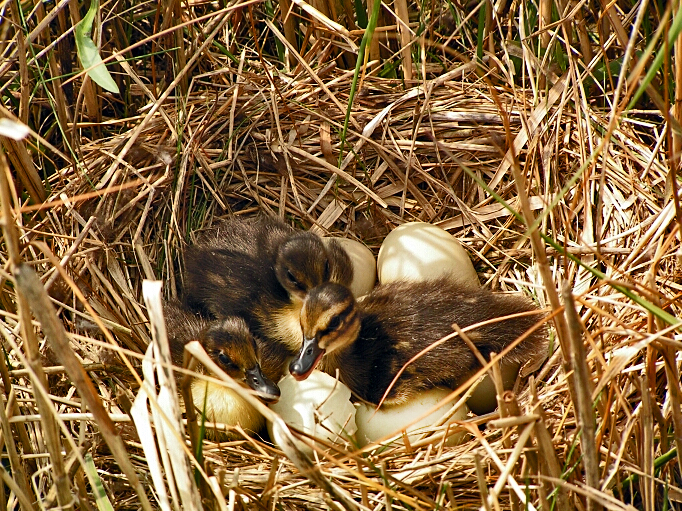
Fiatal tőkés récefiókák a fészekben

A réceféléknél a fiókák fészekhagyók, kikelésük után azonnal tudnak úszni és néhány napnál többet nem töltenek a fészekben. Rögtön önállóan tudnak táplálkozni, szüleiknek nem kell etetni őket. A szülők fajtól függően eltérő ideig, de néhány hétig mindenképp kísérik fiókáikat és igyekeznek megvédeni az időjárás viszontagságaival és a ragadozókkal szemben.
Az évenként új párkapcsolatot létesítő fajoknál ez a feladat többnyire kizárólag a tojóra hárul. A tartós párkapcsolatban élő fajoknál mindkét szülő kiveszi részét a fiókák neveléséből. Az ilyen módon élő hattyúk és ludak sokáig, sokszor egészen a következő idényig együtt maradnak fiókáikkal és a vonuló fajok elvezetik a fiatal madarakat életükben először a telelőhelyekre. Így tanulják meg, hogy hová kell vonulni, hol lehet útközben megpihenni.
A réceféléknél nagy a fiatal madarak halálozási rátája. A fiatal madarak 40–60%-a elpusztul még születése évében. Ezután sem túl hosszú a legtöbb faj várható élettartama. A récék többsége 2–3 évig él csak, a ludak valamivel tovább, 5–6 évig, a nagy testű hattyúk még tovább. Ezek azonban csak várható középértékek. Fogságban sokkal tovább élhetnek a madarak. A tőkés récénél 29 év, míg a nyári lúdnál 26 év a rekord.

## Természetvédelmi helyzetük
A Természetvédelmi Világszövetség Vörös listáján 33 fajuk van nyilvántartva, mint valamiképpen veszélyeztetett. A récefélék többségét nem fenyegeti semmilyen veszély, vannak köztük kifejezetten gyakori fajok is.
1500 óta a következő fajok haltak ki végleg a családból:
- Mauritiusi ásólúd (Alopochen mauritianus) – Valószínűleg 1698-ra halt ki végleg vadászat miatt Mauritius szigetéről. Utoljára Leguat látta 1693-ban.
- Réunioni ásólúd (Mascarenachen kervazoi) – Kizárólag Réunion szigetéről szubfosszilis formában ismert faj. Bertrand Kerzavo találta meg maradványait 1974-ben. A faj feltehetően 1710-re kihalt. Kihalásának oka nagy valószínűséggel a vadászat volt.
- Koreai ásólúd (Tadorna cristata) – A Természetvédelmi Világszövetség a kihalástól veszélyeztetett fajként tartja nyilván, de a biológusok többsége szerint a faj valamikor az 1980-as években kihalt. Utoljára 1985-ben látták.
- Finsch-réce (Chenonetta finschi) – Új-Zéland szigetéről szubfosszilis formában ismert faj. Úgy tűnik, hogy az Ausztráliában honos sörényes lúd (Chenonetta jubata) legközelebbi rokonfaja volt. Egy 1870-ben láttak Új-Zélandon egy ismeretlen récefajt, amelyik talán ennek a fajnak egy egyede lehetett. Emiatt szerepel a listán.
- Amszterdam-szigeti réce (Anas marecula) – Kizárólag az Amszterdam-szigetről ismert, mely a Francia déli és antarktiszi területek része. A fajnak csak csontjai ismertek. Valószínűleg több száz éve kihalt már. Valószínűleg a szigeteket felkereső bálnavadászok végeztek a madárral, amely nemigen tudott elmenekülni előlük, és mivel a szigeten nem éltek emlősök, nem is alakult ki benne menekülési viselkedés.
- Mauritiusi réce (Anas theodori) – Mauritius szigetén élt. Csontjai alapján ismert faj, de a szigetet felkereső tengerészek és kereskedők is beszámoltak róla többször. Először 1681-ben tudósítottak róla. A szemtanúk szerint szürke madár volt, és nagy számban népesítette be az erdőben található tavakat és mocsarakat. A sziget betelepülése után a mértéktelen vadászat miatt 1693-ra nagyon megritkult, és utolsó ismert példányát 1696-ban ejtették el.
- Mariana-szigeteki réce (Anas oustaleti) – 1981-ben látták utoljára a csendes-óceáni Északi-Mariana-szigeteken levő hazájában
- Rózsásfejű réce (Netta caryophyllacea, régebben Rhodonessa caryophyllacea) – Az utolsó ismert példányt C. M. Inglis lőtte 1935-ben Dabhanga közelében, Bihár államban, Indiában. Egyelőre a Vörös Listán még nem mint kihalt faj szerepel, mert a madár talán még életben lehet Mianmar északi részén, ami tudományos szempontból elég feltáratlan területnek számít.
- Labradori réce (Camptorhynchus labradorius) – E tengeri récefaj kihalásának oka ismeretlen. Furcsa felépítésű csőre arra utal, hogy táplálkozási szokásai is különlegesek voltak: valószínűleg apró csigákon élt. Ez is hozzájárulhatott kipusztulásához, hiszen az egy bizonyos táplálékra specializálódott állatfaj mindig érzékenyebb a környezet változásaira. Észak-Amerika keleti részén a fokozódó emberi tevékenység hatására átalakult a tengerparti élőhelyek csigafaunája, ami a faj számára végzetesnek bizonyult. Az utolsó közlés egy hím példányról szól, amelyet 1875 őszén fogtak a Long Islandhez közeli vizeken.
- Auckland-szigeteki bukó (Mergus australis) – A faj az Auckland-szigeteken volt honos, ahol 1840-ben fedezték fel. Kihalásához a vadászat mellett a betelepített disznók, patkányok, kutyák és macskák is hozzájárultak, melyek ellen ez a nehézkesen repülő faj nem tudott védekezni. Utolsó példányát 1902-ben gyűjtötték be. Azóta semmi nyoma a fajnak, pedig több alkalommal is intenzíven keresték a térségben.

|  |  |  |  |

## A Kárpát-medencében előforduló fajok

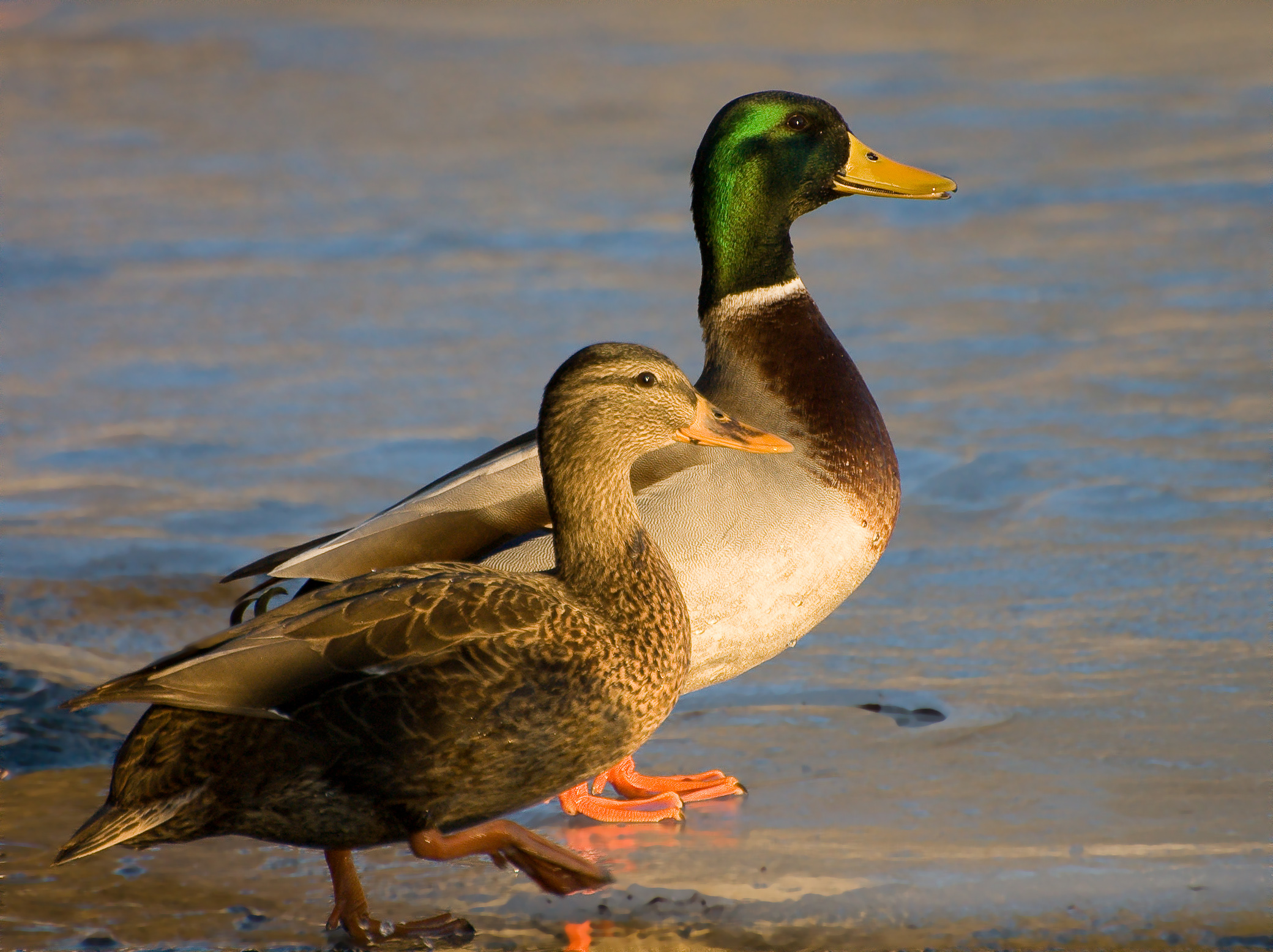
A tőkés réce (Anas platyrhynchos) a leggyakoribb fészkelőfaj a Kárpát-medencében a récefélék közül

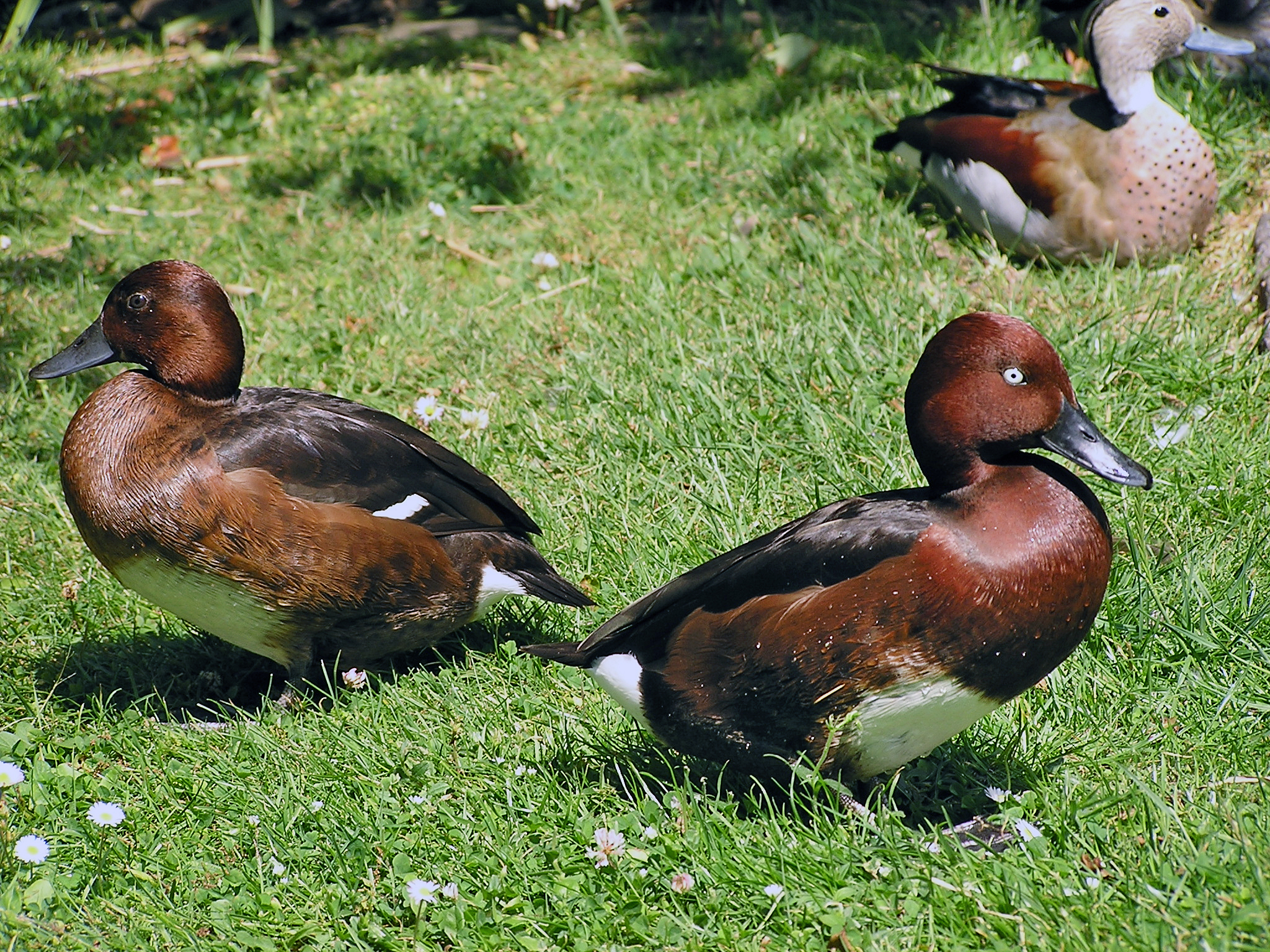
A cigányréce (Aythya nyroca) egyre ritkulóbb fészkelő a régióban

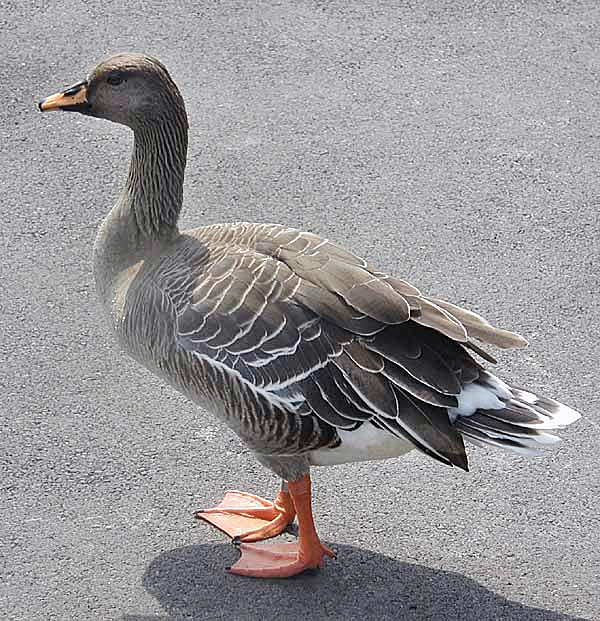
A vetési lúd (Anser fabalis) a récefélék közül legnagyobb tömegben telelő faj a régióban

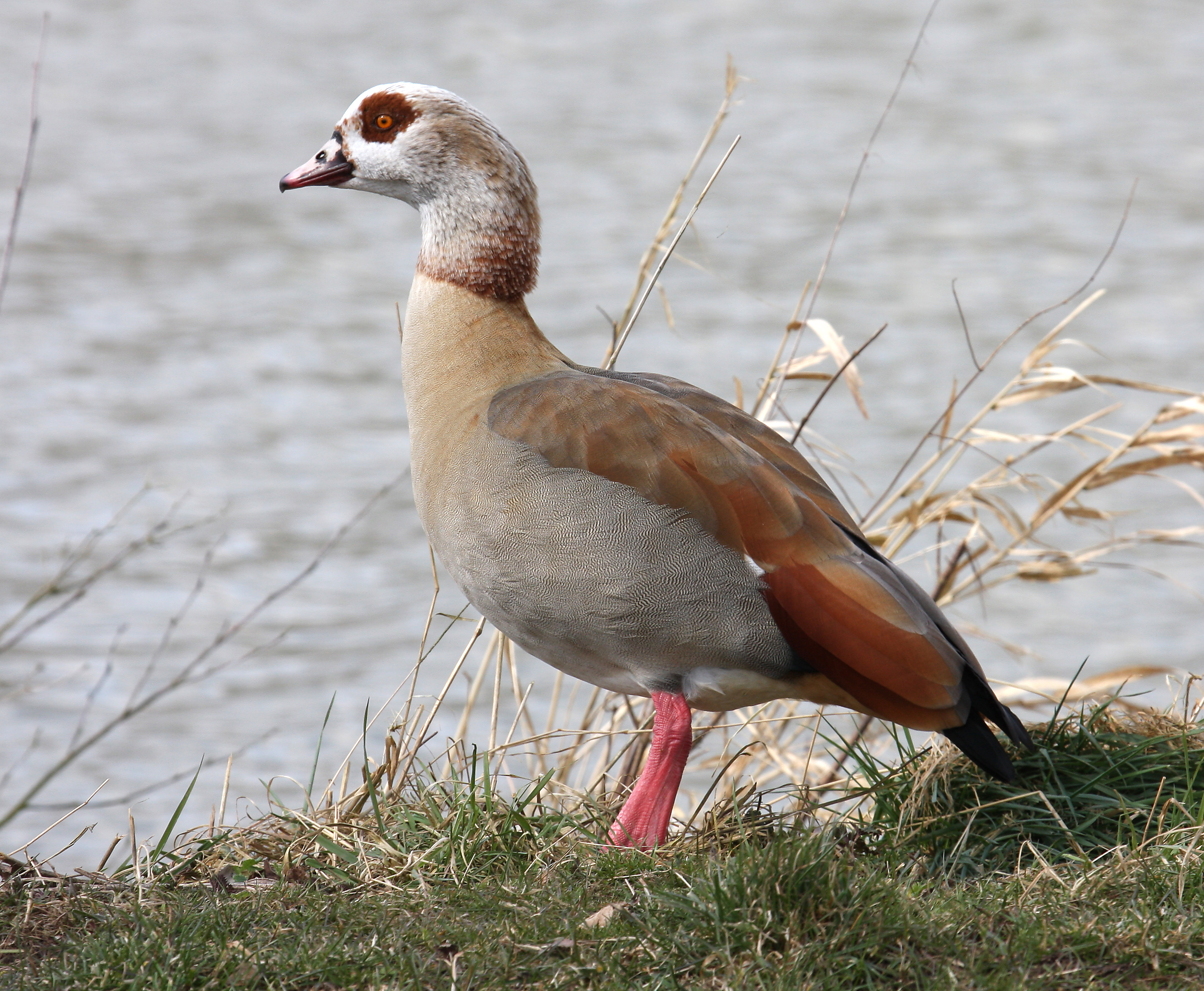
A nílusi lúd (Alopochen aegyptiacus) agresszív természete miatt a leginkább zavaró betelepített faj, melyet Európában meghonosítottak. Már a Kárpát-medencében is észleltek vadon élő példányokat, de eddig úgy tűnik, még nem tudott tartósan megtelepedni a régióban

A récefélék családjából viszonylag sok faj fordul elő a Kárpát-medence térségében. Az európai kontinensen költő fajok közül mindegyik mint költőfaj él a Kárpát-medencében, míg a tengeri récék, a bukók és az Európa északi részein költő lúdfajok mint téli vendégek tartózkodnak a régióban. Ezeken felül néhány ázsiai faj is felbukkanhat, mint ritka kóborló. Az észak-amerikai fajok kóborló egyedei természetes úton nem jutnak el a Kárpát-medencéig, ezek legfeljebb Európai nyugati országaiban bukkanhatnak fel.
Az Európába betelepített fajok közül a nagyobb tömegben, inváziósan terjedő fajok közül néhány előfordulhat, de igazán tartósan megtelepedni máig egyik sem tudott.
Mint nagyon ritka szökevények feltűnhetnek távoli kontinensekről származó díszrécék is nagyon ritkán a szabad vizeken is.
Sokuk pontos beazonosítását nehezíti, hogy különösen az úszórécék nagyon könnyen hibridizálódnak egymással.
A háziasított fajok is feltűnhetnek olykor elvadulva, bár ezeket gyakran viszonylag rövid idő alatt elfogják a különböző ragadozók. Ilyen eredetű madarak csak városi környezetben – ahol hiányoznak ragadozóik – tudnak tartósabban fennmaradni, bár mivel mindegyik háziasított faj gond nélkül kereszteződik vadon élő ősével, elég gyakran elvegyülnek a vadon élő csoportjaival. Egyes városi tavakon a tőkés récék viszonylag nagy részénél lehet látni, hogy házikacsa-vérvonal is van bennük.
- A Kárpát-medencében költő fajok:
  - nyári lúd (Anser anser)
  - bütykös hattyú (Cygnus olor)
  - böjti réce (Anas querquedula)
  - kanalas réce (Anas clypeata)
  - kendermagos réce (Anas strepera)
  - csörgő réce (Anas crecca)
  - tőkés réce vagy vadkacsa (Anas platyrhynchos)
  - barátréce (Aythya ferina)
  - kontyos réce (Aythya fuligula)
  - cigányréce (Aythya nyroca)
  - üstökösréce (Netta rufina)
- Korábban költő, mára mint költőfaj kihalt, ritka kóborló fajok:
  - énekes hattyú (Cygnus cygnus)
  - kékcsőrű réce (Oxyura leucocephala)
- Rendszeres téli vendég vagy átvonuló fajok:
  - nagy lilik (Anser albifrons)
  - vetési lúd (Anser fabalis)
  - rövidcsőrű lúd (Anser brachyrhynchus)
  - fütyülő réce (Anas penelope)
  - hegyi réce (Aythya marila)
  - kerceréce (Bucephala clangula)
  - kis bukó (Mergellus albellus)
  - nagy bukó (Mergus merganser)
  - örvös bukó (Mergus serrator)
- Ritkább téli vendégek és ritka kóborlók:
  - örvös lúd (Branta bernicla)
  - apácalúd (Branta leucopsis)
  - vörösnyakú lúd (Branta ruficollis)
  - kis lilik (Anser erythropus)
  - kis hattyú (Cygnus columbianus)
  - bütykös ásólúd (Tadorna tadorna)
  - vörös ásólúd (Tadorna ferruginea)
  - márványos réce (Marmaronetta angustirostris)
  - Steller-pehelyréce (Polysticta stelleri)
  - pehelyréce (Somateria mollissima)
  - cifra pehelyréce (Somateria spectabilis)
  - fekete réce (Melanitta nigra)
  - füstös réce (Melanitta fusca)
  - jegesréce (Clangula hyemalis)
- Európába betelepített fajok kóborlói vagy fogságból szökött récék:
  - kanadai lúd (Branta canadensis)
  - kínai hattyúlúd (Anser cygnoides)
  - nílusi lúd (Alopochen aegyptiacus)
  - karolinai réce vagy kisasszonyréce (Aix sponsa)
  - mandarinréce (Aix galericulata)
  - pézsmaréce (Cairina moschata)
  - halcsontfarkú réce (Oxyura jamaicensis)

## Récefélék és az ember
A fácánfélék családjába sorolt fajok után a récefélék az egyik legfontosabb csoport az ember számára a madarak közül. Több fajukat háziasították, egyes fajok mai is fontosak a vadászat számára, sokuk szerepel az emberi kultúrában, mítoszokban, mesékben.
Öt fajukat sikerült az emberi történelem során háziasítani: a tőkés récét, a nyári ludat, a hattyúludat, a pézsmarécét és a nílusi ludat. Ezek közül a nílusi lúd háziasítási folyamata félbe maradt, ez az egyetlen faj közülük, mely ma csak vadon található meg.
A mai házi ludak két csoportra oszthatók: az Európa és Ázsia nyugati területein háziasított nyári lúd utódaira és a Kínában háziasított hattyúlúd leszármazottaira. A ludak háziasítása régen megtörtént. Ezek a marhákhoz, juhokhoz és tevékhez hasonlóan növényevő állatok, melyek olyan táplálékot (elsősorban füvet) fogyasztanak, amely az ember számára, mint élelemforrás nem jelentős. A régi egyiptomiaknál kezdődött meg a ludak háziasítása, de ők a nílusi lúd emberhez szoktatását kezdték meg. A ludak tartásának vallási okai is voltak, jelentős szerepük volt az egyiptomi teremtésmítoszban és Geb földisten megjelenési formájának is számítottak. Emellett azonban rendszeresen fogyasztották őket, és már ekkor megkezdődött a tömésük is. Amikor azonban a perzsák elfoglalták Egyiptomot (i. e. 525-ben), a folyamat félbeszakadt. Később azonban az egyiptomiak tapasztalatát felhasználva sikerült háziasítani a hasonló életmódú nyári ludat a görögöknek.

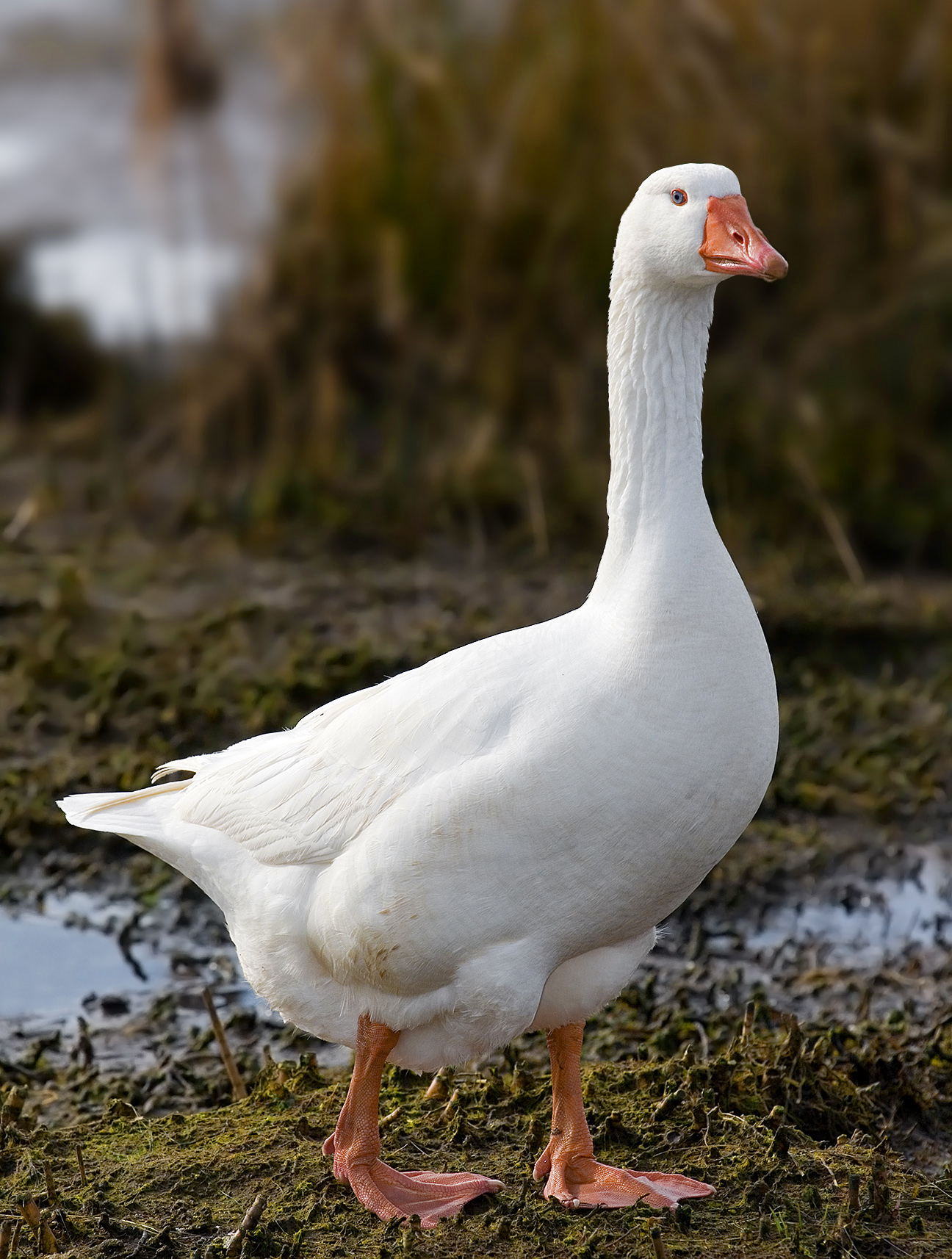
Házi lúd

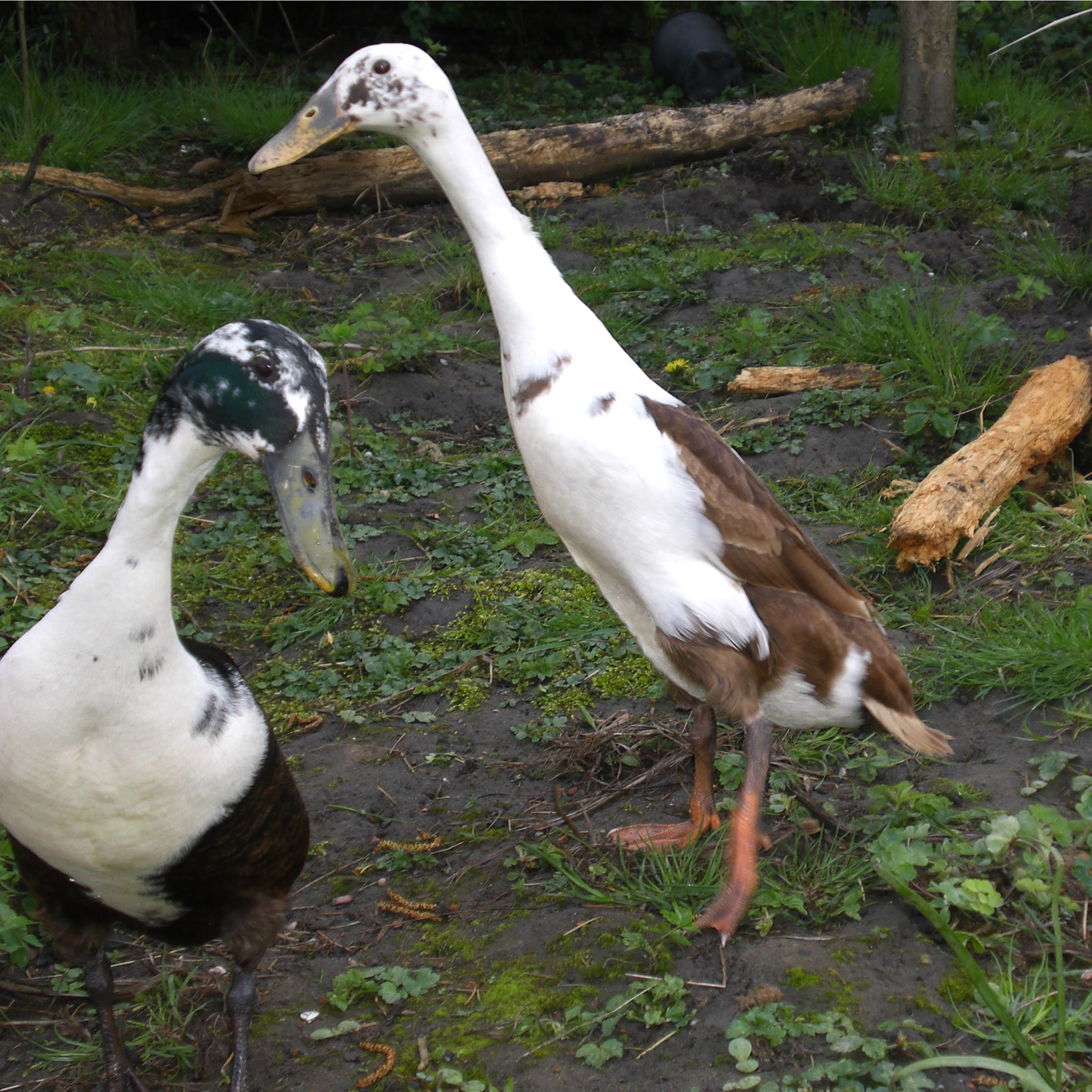
Tipikus ázsiai futókacsák

A mai házi kacsa a tőkés réce leszármazottja. Háziasítási folyamata feltehetőleg egymástól függetlenül kétszer is megtörtént, egyszer Európában és egyszer Kelet-Ázsiában. Feltételezhetően nagyjából 3000 éve háziasították először, jóval később, mint a ludakat és a tyúkot. Míg Európában a tőkés récére megjelenésében erősen hasonlító, csak sokkal nagyobb fajtákat tartják (ezek közé számít a pekingi kacsa is), addig Ázsiában inkább a felegyenesedett testtartású, úgynevezett „futókacsákat” tenyésztik.
A pézsmarécét mai ismereteink szerint először Peru területén háziasították. Az időpont nem egészen világos, de az biztos, hogy a spanyolok megérkezésekor már széles körben elterjedt háziállat volt Dél-Amerika szerte. Háziasított formája, az úgynevezett „néma kacsa” (nem ad ki olyan hangos hangot, mint a házi kacsák) ma egyre jobban keresett háziállat.
E háziasított fajok mellett nagyon sok a félvadon tartott faj, melyeket díszes tollazatuk miatt parkok dísztavain igen kedvelnek világszerte. Ez az oka, hogy sok fajt az eredeti élőhelyén kívül sokfelé betelepítettek.
Európában ilyen módon terjedt el a 16. század óta mind szélesebb körben a bütykös hattyú. E fajt később Észak-Amerika egy részén, valamint Ausztrália és Új-Zéland területén is meghonosították.
Az ausztrál fekete hattyú is gyakori látvány Európában parkokban, azonban itt szerencsére nem telepedett meg vadon, mint Új-Zélandon, ahol 19. századi megtelepítése óta néhol inváziószerűen lepte le a tavakat, kiszorítva az őshonos récefajokat.
Európában további betelepített fajok a kanadai lúd, a mandarinréce, a karolinai réce és a nílusi lúd.
Az Ausztráliában megtelepülő angolok is meghonosították ott kedvelt vadászzsákmányukat, a tőkés récét.

## Fordítás
- Ez a szócikk részben vagy egészben az Entenvögel című német Wikipédia-szócikk ezen változatának fordításán alapul.  Az eredeti cikk szerkesztőit annak laptörténete sorolja fel. Ez a jelzés csupán a megfogalmazás eredetét és a szerzői jogokat jelzi, nem szolgál a cikkben szereplő információk forrásmegjelöléseként.
- Ez a szócikk részben vagy egészben az Anatidae című angol Wikipédia-szócikk ezen változatának fordításán alapul.  Az eredeti cikk szerkesztőit annak laptörténete sorolja fel. Ez a jelzés csupán a megfogalmazás eredetét és a szerzői jogokat jelzi, nem szolgál a cikkben szereplő információk forrásmegjelöléseként.